# Alaska
Pour les articles homonymes, voir Alaska (homonymie).
L'Alaska (prononcé /a.las.ka/  en français, /ə.ˈlæs.kə/  en anglais, Аля́ска /ɐˈlʲaskə/  en russe et Alaasikaq en inupiaq) est le 49e État des États-Unis, dont la capitale est Juneau et la plus grande ville Anchorage, où habite environ 40 % de la population de l'État. Avec une superficie totale de 1 717 854 km2, il est l'État le plus étendu et le plus septentrional du pays, mais l'un des moins peuplés, ne comptant que 733 406 habitants en 2023.
Comme Hawaï, l'Alaska est séparé des États-Unis contigus. Il se situe au nord-ouest du Canada. Bordé par la mer de Beaufort au nord, la mer des Tchouktches au nord-ouest, la mer de Béring au sud-ouest, par l'océan Pacifique le long des côtes méridionales d'une partie des Aléoutiennes (depuis l'île d'Unimak jusqu'à l'île d'Attu), par le golfe d'Alaska au sud, ce territoire est séparé de l'Asie par le détroit de Béring, la mer de Béring et la mer des Tchouktches. L'Alaska du Sud-Est est baignée par les eaux côtières de l'Alaska du Sud-Est et de la Colombie-Britannique. En outre, ses divisions administratives se distinguent du reste des États-Unis puisqu'elles ne sont pas des comtés mais des boroughs.
Alaska signifie « grande Terre » ou « continent » en aléoute. Cette région, que l'on appelait au XIXe siècle l'« Amérique russe », tire son nom d'une longue presqu'île, au nord-ouest du continent américain, à environ mille kilomètres au sud du détroit de Béring, et qui se lie, vers le sud, aux îles Aléoutiennes. Le surnom de l'Alaska est « la dernière frontière » ou « la terre du soleil de minuit ».
Peuplé par des Aléoutes, Inuits (notamment Iñupiat et Yupiks) et peut-être d'autres Amérindiens depuis plusieurs millénaires, le territoire est colonisé par des trappeurs russes à la fin du XVIIIe siècle. Les ressources de l'Alaska proviennent alors essentiellement du commerce du bois et de la traite de fourrures. Le 30 mars 1867, les États-Unis l'achètent à la Russie pour la somme de 7,2 millions de dollars (environ 120 millions de dollars actuels), et celui-ci adhère à l'Union le 3 janvier 1959. Les secteurs économiques prédominants aujourd'hui sont la pêche, le tourisme, et surtout la production d'hydrocarbures (pétrole, gaz) depuis la découverte de gisements à Prudhoe Bay dans les années 1970.
Le mont McKinley (6 190 m d'altitude), point culminant des États-Unis, se trouve dans la chaîne d'Alaska et constitue le cœur du parc national et réserve du Denali.
Le climat y est de type polaire, et la faune caractéristique des milieux froids (grizzli, caribou, orignal, ours blanc). Les températures moyennes en Alaska ont augmenté de 1,6 °C depuis 1950, le réchauffement climatique s'exerçant de façon particulièrement forte dans cette région du monde.
Les territoires limitrophes sont le territoire du Yukon et la province de Colombie-Britannique au Canada. Le kraï du Kamtchatka et le district autonome de Tchoukotka en Russie se trouvent à quelques dizaines de kilomètres, de l'autre côté du détroit de Béring.
Bastion du Parti républicain, l'Alaska est gouverné depuis 2018 par Mike Dunleavy.

## Origine du nom
Alaska est la version russe (Аляска) du mot aléoute Alakshak signifiant « terres » ou « grande péninsule ». Les Aléoutes sont des Inuits habitant les îles Aléoutiennes et l'ouest de l'Alaska.

## Histoire

### Cultures autochtones
L'Alaska est habité pendant des milliers d'années par différents peuples avant la colonisation européenne.
Les savoirs et savoir-faire traditionnels font l'objet de recherches et colportage, notamment coordonnés par l'Alaska Native Science Commission.

#### Culture de Denbigh en Alaska (3000 à 1000av. J.-C.)

##### Territoire
Les gens de Denbigh vivaient dans le nord de l'Alaska, il y a 5 000 ans. Leur principale ressource était les animaux qu'ils chassaient dans la toundra, pour leur nourriture, leurs vêtements et leurs abris. En 1948, l'archéologue américain Louis Giddings (en) excave, au Cap Denbigh, sur la côte de la mer de Béring, des microlames de chert et d'obsidienne, qui ressemblent à celles trouvées précédemment dans le désert de Gobi (Paléo et mésolithique asiatique). Giddings remarque également que les pointes de projectiles ont des similitudes avec celles des Paléoaméricains et des cultures archaïques du Nouveau-Monde. Le nom de cette culture, comme beaucoup d'autres d'ailleurs, nous vient donc de la situation géographique de cette première découverte.

##### Ressources naturelles et activités de subsistance
Ces peuplades passaient l'été sur les côtes de la mer de Béring et durant les autres saisons, à l'intérieur des terres à la recherche de caribou et de poissons anadromes.

##### Organisation sociale
Ce groupe culturel est connu pour ses outils de pierre taillée, comme les grattoirs, les pointes de projectile, les outils pour le travail de l'os, les lames et les gouges.

##### Origines et descendances
Le Denbighien est très proche culturellement des trois autres entités formant ce que l'on appelle les Paléoesquimaux anciens, que nous avons décrits précédemment. Les origines exactes de cette culture ne sont pas très bien connues. La technologie microlithique a sûrement pris racine dans la tradition paléolithique de l'Alaska et plus sûrement dans la culture paléosibérienne. En revanche, les Denbighiens sont les ancêtres de toute une série de cultures alaskaines : baleinières anciennes, Choris et Norton.
Pendant que les Paléoesquimaux développaient leur culture dans le Canada arctique et au Groenland, une évolution fort différente se poursuivait en Alaska dans la région du détroit de Béring. De leur côté, les îles Aléoutiennes ont connu un développement graduel qui a débouché sur la culture des Aléoutes d'aujourd'hui. La côte pacifique de l'Alaska, quant à elle, a connu une évolution technologique fondée sur l'ardoise polie, qui a pu être à l'origine des cultures inuits de cette région. Les côtes nord et ouest étaient occupées par des gens de la tradition des outils microlithiques de l'Arctique, la même culture que ceux de l'Arctique canadien. Vers 1000 av. J.-C., l'activité humaine en Alaska a connu un arrêt de plusieurs siècles. Après cette pause, apparaît une série de groupes comme les cultures baleinières anciennes, Choris et Norton qui sont un mélange complexe de microlithisme de l'Arctique, de culture de la côte du Pacifique et de groupes du Néolithique de la Sibérie orientale de la même époque.

#### Cultures baleinières anciennes (1000av. J.-C.à 120av. J.-C.)
Nous savons très peu de choses sur les cultures baleinières anciennes. En fait, il n'y a qu'un seul village de cinq maisons qui a été découvert au cap Krusenstern, au nord du détroit de Béring. Il y avait des os de phoque dans les maisons et des os de baleine étendus sur les plages environnantes. On peut considérer cette culture comme une tentative éphémère de mixité, des Aléoutes peut-être, des Inuits ou des Amérindiens.

#### Culture de Choris (1000av. J.-C.à l'an 1)
Les gens de la culture de Choris vivaient dans de grandes maisons semi-souterraines ovales et chassaient le phoque et le caribou. Ils fabriquaient aussi des outils de pierre taillée qui rappellent passablement ceux de la Tradition microlithique de l'Arctique. Comme pour les cultures baleinières anciennes, l'origine des gens de Choris reste nébuleuse pour l'instant. Ces petits groupes de chasseurs étaient peut-être Inuits du sud de l'Alaska, ou des Aléoutes qui migrèrent vers le nord, ou des Amérindiens qui avaient adopté des coutumes inuits, voire des immigrants sibériens.

### Colonisation russe
Vitus Béring, un marin danois au service de l'Empire russe, est le premier Européen à arriver en Alaska en 1741. L'Alaska devient alors une colonie russe, avant d'être vendu aux États-Unis en 1867 pour la somme de 7,2 millions de dollars, et de devenir un État le 3 janvier 1959.

#### Traite des fourrures

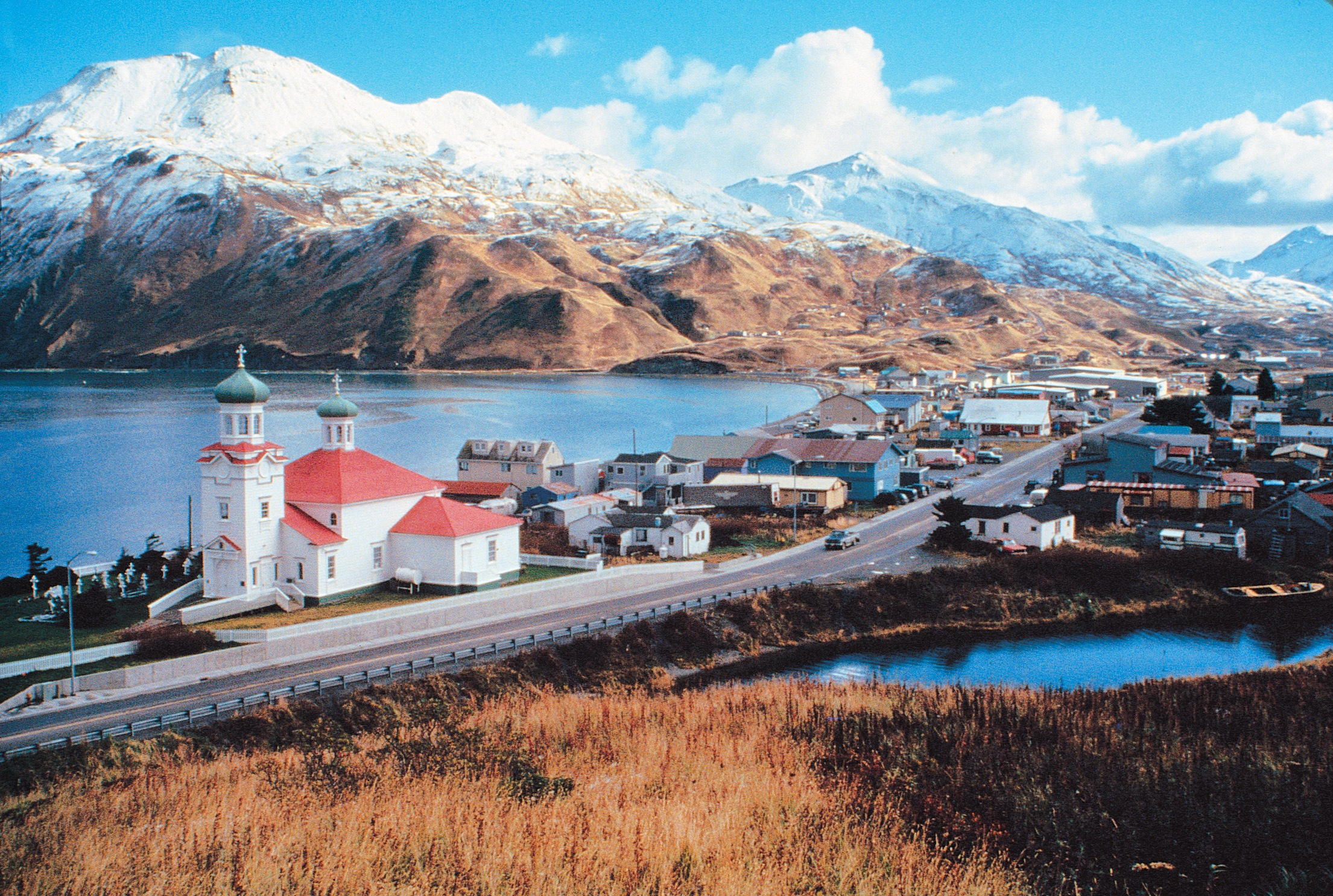
Les traces du passé russe sont encore visibles en Alaska : ici la ville d'Unalaska et son église orthodoxe.

À partir de 1784, les trappeurs russes établissent des comptoirs de traite permanents sur les îles Aléoutiennes et sur la côte américaine du Pacifique, jusqu'à la Californie (Fort Ross, à moins de 160 kilomètres au nord de San Francisco). Pour commencer, des postes côtiers sont établis à Attu, Agattu et Unalaska, dans les îles Aléoutiennes, ainsi que dans l'île de Kodiak, au large de l'embouchure du golfe de Cook. Dix-huit mois plus tard, une colonie est établie sur le continent, en face de l'anse Cook. L'objectif est de chasser la loutre de mer, dont la fourrure se vend à prix d'or sur les marchés chinois. Comme en Sibérie, les Russes embauchent, alcoolisent et cherchent à convertir à l'orthodoxie les populations locales : la communauté orthodoxe alaskane est aléoute ou kodiak. On comptait environ 25 000 Aléoutes à l'arrivée des Russes, mais seulement 3 892 en 1885, après 122 ans de domination russe (au pied du volcan mont Redoubt, haut de 3 100 mètres, la présence de l'église russe orthodoxe de Ninilchik rappelle que l'Alaska fut une colonie russe), puis américaine… vodka, bourbon et grippe ont eu ici les mêmes effets qu'ailleurs. Dès la fin du XVIIIe siècle, des marchands et des missionnaires américains et anglais viennent concurrencer les activités russes.

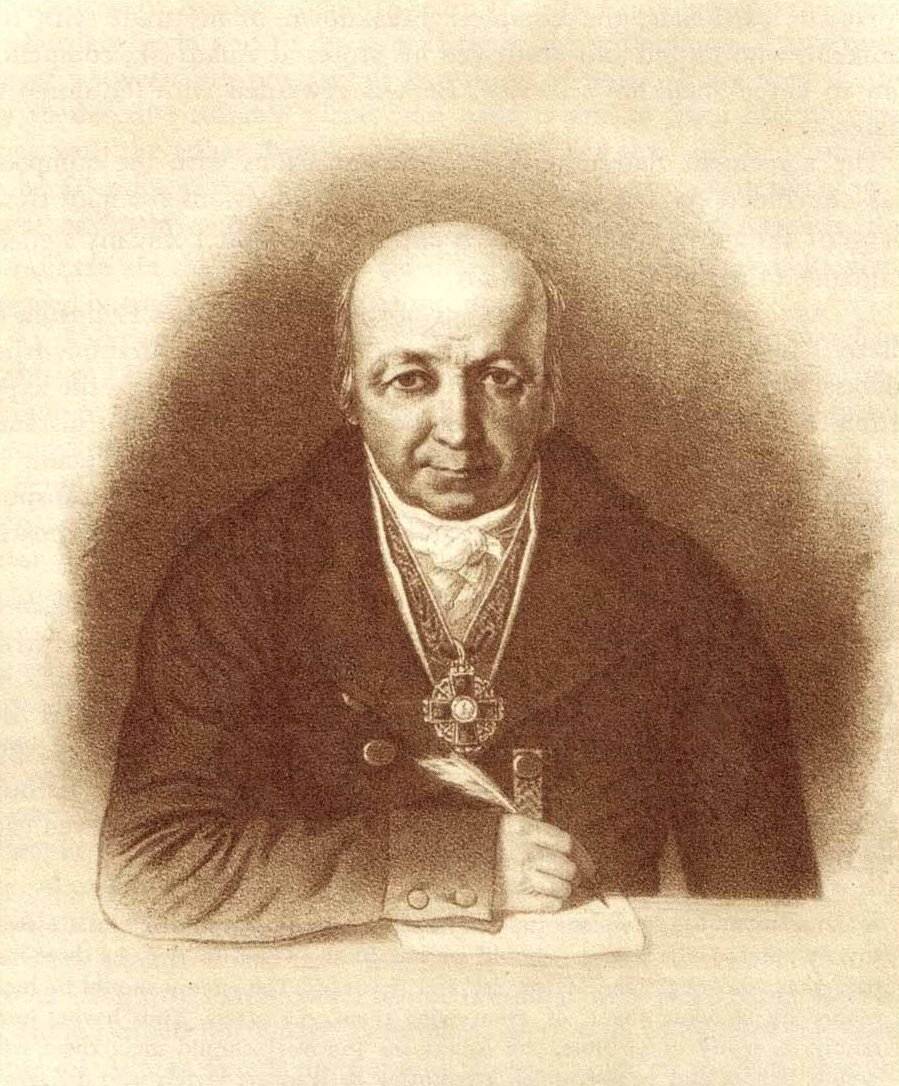
Alexandre Baranov.

En 1787, Aleksandr Andreïevitch Baranov fonde un poste de traite sur l'île Sitka, où il implante des serfs russes et aléoutes ; de 1799 à 1804, il est le gouverneur et administrateur résidant de l'Amérique russe et décide d'y construire sa capitale. Le fort est détruit par les Tlingits en 1802. Baranov reprend les lieux deux ans plus tard : l'île est rebaptisée de son nom actuel et la capitale prend le nom de Novo-Arkhangelsk (actuelle « Sitka »). En 1807, le gouverneur réside au château Baranov. En 1811, c'est lui qui établit le poste de fort Ross en Californie. Au total, on peut compter une quarantaine de forts russes en Amérique, dans la première moitié du XIXe siècle. La Russie déclare que l'Amérique russe s'étend jusqu'au détroit de la Reine-Charlotte (actuel Canada) et que les étrangers n'ont pas droit de passage. La Californie étant espagnole, alors que l'Oregon et la Colombie-Britannique (comprenant encore l'actuel État de Washington) sont anglais, l'accès au Pacifique et à ses fourrures semble impossible aux États-Unis. Face à ce blocage, le président américain James Monroe rédige sa célèbre doctrine qui vise à éliminer les influences européennes du continent. Les États-Unis, le Royaume-Uni et la Russie finissent par s'entendre, et un traité est signé en 1824, par le biais duquel la frontière russe est déplacée du sud (Californie) vers le nord (actuel Alaska), tandis que les Anglais renoncent à l’Oregon et au sud de la Colombie-Britannique (désormais territoire de Washington). Par ce traité, l'établissement de nouveaux forts russes hors Alaska est prohibé et, en 1825, le Royaume-Uni obtient un droit de passage le long de l'étroite bande côtière alaskane. Finalement, l'achat de l'Alaska par les Américains, en 1867, met un terme à la présence russe en Amérique.

### Territoire américain

#### Achat de l'Alaska
L'Alaska était un territoire russe, acheté par les Américains en 1867 pour 7 millions de dollars. Cet achat fut effectué lors de la création d'une ligne télégraphique devant traverser la Russie et le détroit de Béring, reliant ainsi le territoire des États-Unis à l’Europe. Le transfert de ce territoire de la Russie aux États-Unis entraîna pour les Alaskains le passage du calendrier julien au calendrier grégorien ainsi que le décalage vers l'ouest de la ligne de changement de date ; pour cette double raison, ils virent le vendredi 18 octobre 1867 succéder au vendredi 6 octobre 1867. La région fut d'abord dénommée : département de l'Alaska (Department of Alaska) et placée sous la juridiction de l'armée jusqu'en 1877, puis du département américain du Trésor jusqu'en 1879 et enfin de la Marine jusqu'en 1884.
En cette fin du XIXe siècle, les chercheurs d'or tentèrent par milliers leur chance et y laissèrent parfois leur vie. Mais cette fièvre de l'or, appelée « ruée vers l'or du Klondike », retomba très vite. Les autres activités économiques sont dominées par la pêche et la conserverie.
En 1884, l'Alaska fut organisé en tant que District de l'Alaska (District of Alaska). Cette dénomination signifiait que l'Alaska devenait un territoire incorporé mais non organisé, avec un gouvernement civil. Le gouverneur du district était nommé par le président des États-Unis.
William Lauriston Howard en 1886 explore tout le nord de l'Alaska du détroit de Kotzebue à la pointe Barrow.
En 1890, l'Alaska compte environ 30 000 habitants, dont les trois quarts sont indigènes.

#### État fédéré
Le 24 août 1912, il devint le territoire de l'Alaska, un territoire organisé, avec une déclaration des droits (Bill of rights) et un gouvernement à trois branches (exécutif, législatif et judiciaire). Une seule voie de chemin de fer relie alors la côte à Fairbanks au centre du territoire, elle a été construite par le biais de l'État fédéral entre 1915 et 1923.
Ce territoire entra dans l'Union en tant que 49e État le 3 janvier 1959. Il est alors le plus vaste état des États-Unis et un des moins peuplés. Sa population au recensement fédéral de 1950 était alors de 128 000 habitants, une population qui avait presque doublé en 10 ans (72 500 au recensement fédéral de 1940)
Durant la deuxième moitié du XXe siècle, l'Alaska devint une position stratégique dans la guerre froide qui opposait les États-Unis à l'Union soviétique. Vers 1975, la découverte de champs pétrolifères entraîna un afflux massif de travailleurs. Aujourd'hui, l'Alaska attire les touristes à la belle saison, venus admirer les ours et les fjords et pratiquer la pêche sportive (saumon et truite).

#### Situation des populations autochtones
En 1971, on recensait 40 000 Inuits et Yupiks, 22 000 Amérindiens et 7 000 Aléoutes. Ils obtinrent un statut privilégié et reçurent légalement 200 000 km2 de réserve ainsi qu'un milliard de dollars d'indemnités.
Le mode de vie traditionnel des autochtones a été profondément bouleversé par l'arrivée des Blancs : désormais, les déplacements se font sur des motoneiges, les jeunes profitent du confort moderne, mais s'éloignent des traditions et ils vivent des revenus du pétrole.

### Retour des tensions géostratégiques
Alors que l'Alaska avait perdu de son importance géostratégique depuis la fin de la guerre froide en 1991, la fonte des glaces, les ressources du sous-sol et la politique offensive de la Russie la replacent dans l'équation dans les années 2020. Le 6 juillet 2022, le président de la Douma, Viatcheslav Volodine, menace de reprendre l'Alaska. Ces annonces relèvent cependant surtout de provocations destinées à exacerber le nationalisme russe.

## Géographie

### Situation et caractéristiques générales

Comparaison de la surface de l'Alaska avec celle des 48 États contigus.

L'Alaska ne possède de frontière commune avec aucun autre État américain. Il partage cette caractéristique avec Hawaï. Il est bordé à l'est par le Canada, avec le territoire du Yukon et la province de Colombie-Britannique. La frontière entre l'Alaska et le Canada s'étend sur 2 477 km. Elle suit le 141e méridien ouest depuis l'océan Arctique jusqu'à une soixantaine de kilomètres de la côte de l'océan Pacifique avant de suivre une direction grossièrement sud-est, délimitant alors l'Alaska Panhandle (la « queue de poêle de l'Alaska ») au sud-est de l'État. Ailleurs, trois ensembles maritimes entourent l'Alaska : le golfe d'Alaska, qui se trouve au nord de l'océan Pacifique ; la mer de Béring et la mer des Tchouktches, qui le sépare de l'Asie à l'ouest ; la mer de Beaufort enfin, qui borde les côtes nord et fait partie de l'océan Arctique. Le détroit de Béring sépare naturellement l'Alaska de la Tchoukotka, sujet fédéral de la Russie.
L'Alaska est de loin le plus vaste État des États-Unis : une superficie de 1 717 854 km2 dont 1 481 305 km2 de terres, ce qui représente 18,7 % du territoire américain et trois fois la superficie de la France métropolitaine. Il est plus vaste que le Texas, la Californie et le Montana réunis (les trois autres États américains les plus vastes).
Le territoire de l'Alaska s'étire sur 3 700 km d'est en ouest et 2 200 km du nord au sud, couvrant 4 fuseaux horaires. Il s'étale sur environ 43 ° de longitude (130/173 ° W) et 16 ° de latitude (71/55 ° N) : c'est donc en Alaska que se trouvent le lieu le plus occidental (île Attu) et le lieu le plus septentrional (Utqiagvik) des États-Unis. Le centre géographique de l'État se situe à 63° 50′ de latitude nord et 152° 00′ de longitude ouest.
Selon une étude du Bureau de gestion du territoire datant de 1998, environ 65 % du territoire est la propriété du Gouvernement fédéral des États-Unis, qui gère les forêts, les parcs et les réserves naturelles nationales de l'Alaska. Le reste est géré par l'État d'Alaska (25 %) et par les organisations indigènes créées par l’Alaska Native Claims Settlement Act de 1971 (10 %).

### Littoral et hydrologie

#### Côtes et îles

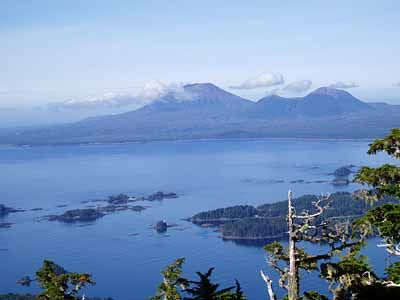
Le littoral et le mont Edgecumbe

Le rivage alaskien est découpé et accidenté : les chaînes côtières plongent dans l'océan. Les côtes de l'Alaska sont baignées par la mer de Béring, la mer des Tchouktches, l'océan Arctique et l'océan Pacifique. Ce littoral, long d'environ 50 000 km, présente des paysages très différents : des plages au nord en passant par des falaises et des fjords majestueux. La transgression flandrienne a provoqué une remontée du niveau des eaux et formé des fjords impressionnants. Parmi eux, le Lynn Canal, qui, avec ses 150 km de long, est le plus long fjord d'Amérique du Nord.
La navigation est rendue difficile par la présence d'obstacles permanents (îles, écueils) ou temporaires (icebergs). Le fait que la côte soit fortement découpée a permis l'installation de plusieurs ports.
L'Alaska comprend de très nombreuses îles (1800 en tout), en particulier au sud (archipel Alexandre) et à l'ouest (îles Aléoutiennes), ce qui explique la grande longueur du littoral. Les deux plus grandes îles sont l'île Kodiak (la deuxième plus grande île des États-Unis après l'île d'Hawaï) et l'île du Prince-de-Galles. L'archipel des Aléoutes s'étend sur plusieurs centaines de kilomètres.
Le Passage Intérieur est utilisé pour la navigation : il mesure 860 km de long et compte 70 grands glaciers entre les 55e et 61e parallèles, le continent et l'archipel Alexandre.
Le gouvernement de Barack Obama autorise en 2015 la multinationale pétrolière Shell à mener des forages dans la mer des Tchouktches, au large de l'Alaska. En 2020, le gouvernement de Donald Trump autorise les forages pétroliers et gaziers au sein du refuge faunique national Arctic, qui constituait la plus vaste zone naturelle protégée des États-Unis.

#### Lacs et rivières
Le nombre de lacs est estimé à plus de 3 millions. 94 dépassent 26 km2, les plus grands étant le lac Illiamna (3 000 km2), le lac Becharof (1 200 km2), le lac Teshekpuk (800 km2) et le lac Naknek (630 km2). Par comparaison, le lac Léman fait 580 km2. Le nombre de cours d'eau est estimé à 3 000. Parmi ces fleuves, le Yukon est le plus célèbre. Il serpente sur 2 000 km, de la frontière canadienne à la mer de Béring, charriant encore les pépites de la ruée vers l'or : une voie légendaire et historique. Ses principaux affluents font également partie des plus longues rivières, comme la Porcupine (890 km), la Koyukuk (890 km), la Kuskokwim (870 km) ou la Tanana (850 km). La plupart sont navigables.

### Relief et géologie

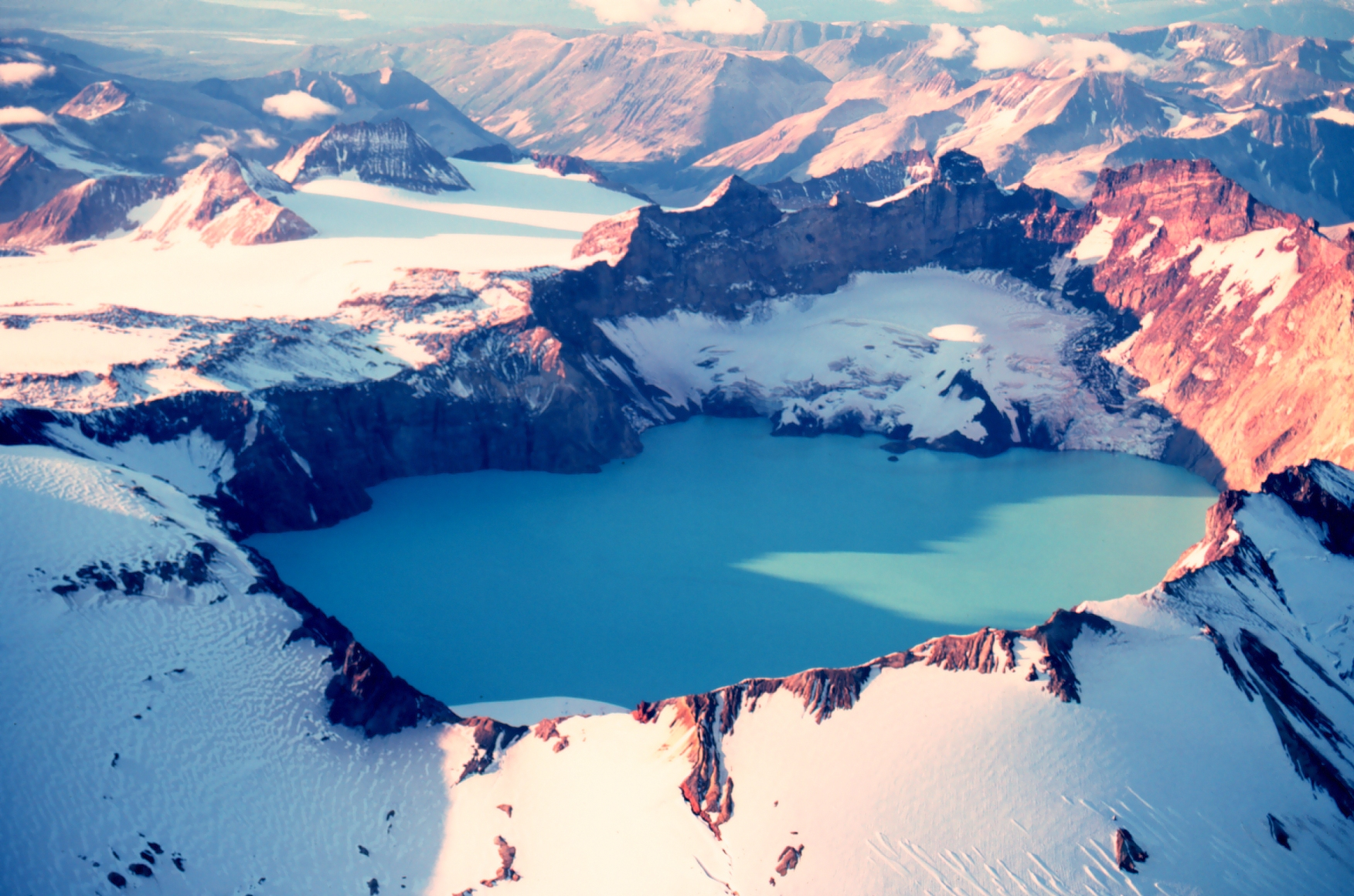
Mont Katmai

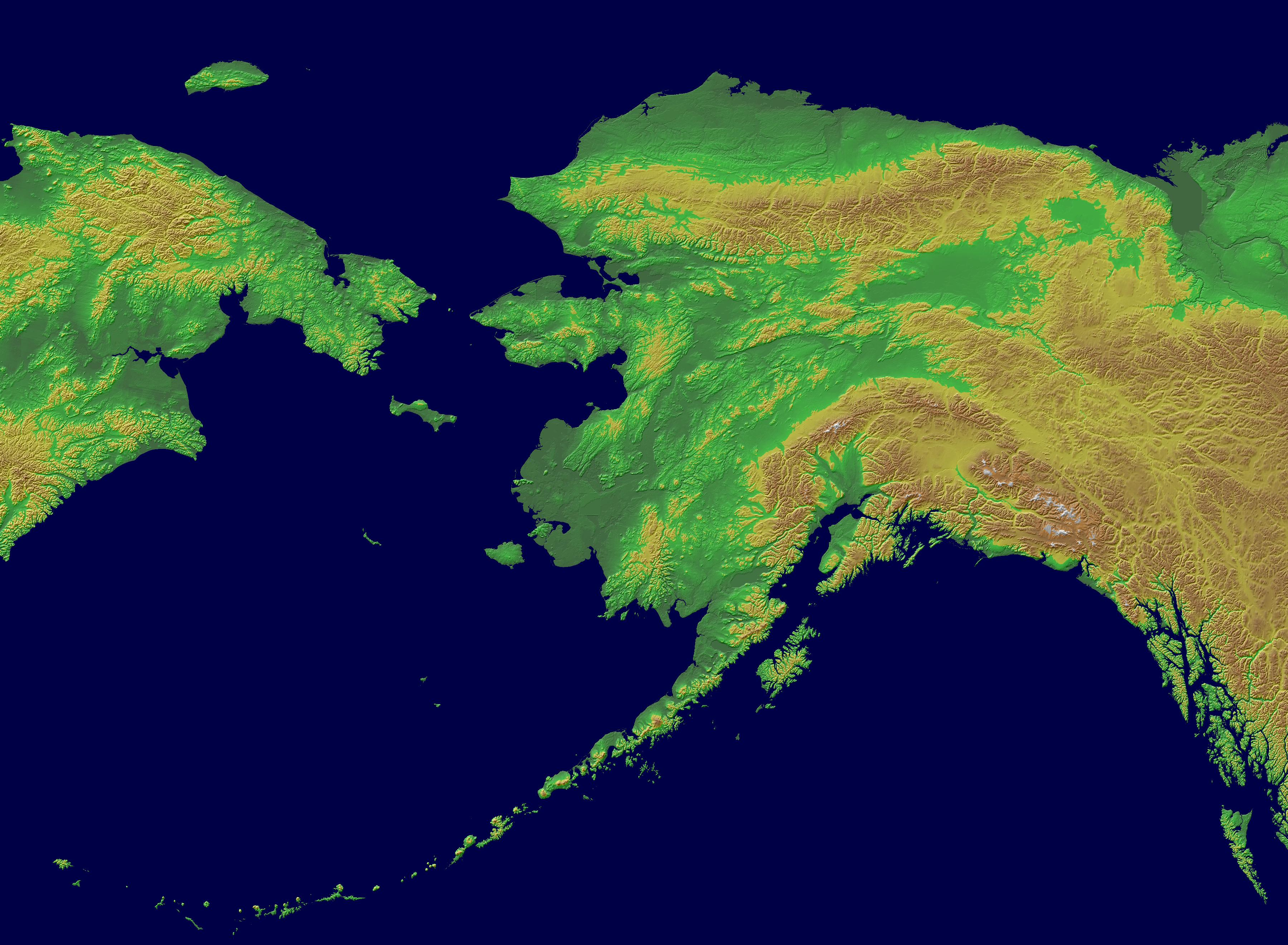
Carte topographique de l'Alaska

Avec ses glaciers qui produisent des icebergs, ses volcans qui sculptent des vallées lunaires, ses montagnes qui continuent de s'élever vers le ciel, l'Alaska, aux paysages en perpétuel devenir, est le contraire d'une terre ferme.

#### Séismes et volcans
L'Alaska est une grande zone sismique. Certains des plus violents tremblements de terre enregistrés à ce jour ont touché cet État américain :
- à Prince William Sound, en 1964 (séisme de magnitude 9,2) ;
- dans les îles Rat, en 1965 (magnitude 8,7) ;
- dans les îles Andreanof, en 1957 (magnitude 8,6).

La péninsule d'Alaska, aussi appelée la chaîne aléoutienne, prolongée dans la partie septentrionale de l'océan Pacifique par l'arc des Aléoutiennes, compte 80 volcans, dont 41 sont en activité. Sur ce segment nord de la Ceinture de feu du Pacifique, les édifices volcaniques majeurs sont, d'ouest en est : le mont Pavlof (altitude au sommet : 2 518 mètres), le mont Augustine (1 227 mètres), le mont Redoubt (3 108 mètres), et le mont Spurr (3 374 mètres). Le chapelet longiligne des îles Aléoutiennes prolongeant la chaîne aléoutienne, témoigne de la convergence tectonique que marque cette zone de subduction, limite entre les plaques pacifique et nord-américaine. Cet alignement prolonge les cordillères américaines vers le côté asiatique de la Ceinture. La fosse des Aléoutiennes borde le plateau continental de l'Alaska par le sud et se prolonge au sud de l'arc des Aléoutiennes ; elle atteint une profondeur maximale de 10 498 mètres.
Les édifices volcaniques de cette chaîne des Aléoutiennes ont en général une morphologie conique « pointue » qui rappelle les archétypes de volcans andins, à l'exemple du volcan mont Shishaldin (altitude sommitale : 2 857 mètres). Leurs dynamismes éruptifs sont dominés par des explosions plus ou moins cataclysmiques. Exemple emblématique, en 1912, une violente éruption explosive a « décoiffé » le mont Katmai, ce dernier perdant 600 mètres d'altitude. Plusieurs tonnes[Combien ?],[réf. nécessaire] d'oxyde de soufre ont été projetées dans l'atmosphère, à plus de 15 kilomètres du sol et ont perturbé la mousson en Asie. Haut-lieu mondial de la volcanologie, la vallée des Dix Mille Fumées a été recouverte par les cendres sur une surface de 100 km2.

### Glaciers
Environ 100 000 glaciers sont présents sur l'ensemble de l'Alaska. Ils recouvrent plus de 70 000 km2 (4 % de la surface totale) et se trouvent en majorité dans le sud du pays, car les chutes de neige y sont beaucoup plus importantes qu'au nord. Certains se trouvent au milieu de chaînes de montagne, d'autres se jettent en mer. Le plus grand glacier est celui de Béring, long de 160 km et recouvrant 5 850 km2. Le plus impressionnant est l'ensemble de glaciers formant le « Glacier Bay » : dans un fjord de 100 km de long se trouvent une douzaine de glaciers déversant leurs icebergs dans la baie. Certains glaciers s'étalent en plaine, comme le glacier de Malaspina et ses 2 200 km2.

### Principales chaînes de montagne
L'Alaska possède quatre importantes chaînes de montagnes. L'État rassemble 17 des plus hauts sommets d'Amérique du Nord. Principales chaînes de montagne en Alaska :
| Nom de la chaîne ou du massif | Nom du sommet le plus élevé | Altitude en mètres | Coordonnées de la chaîne |
| ----------------------------- | --------------------------- | ------------------ | ------------------------ |
| Chaîne Brooks                 | Mont Isto                   | 2 736              | 68° 56′ N, 151° 55′ O    |
| Montagnes Talkeetna           | Sovereign Mountain          | 2 697              | 62° 02′ N, 147° 54′ O    |
| Montagnes Wrangell            | Mont Blackburn              | 4 996              | 62° 21′ N, 142° 57′ O    |
| Montagnes Chugach             | Mont Marcus Baker           | 4 016              | 61° 02′ N, 145° 43′ O    |
| Montagnes Kenai               | Truuli Peak                 | 2 015              | 60° 06′ N, 149° 59′ O    |
| Chaîne d'Alaska               | Mont McKinley               | 6 190              | 62° 54′ N, 149° 51′ O    |
| Chaîne aléoutienne            | Mont Redoubt                | 3 108              | 58° 00′ N, 157° 33′ O    |
| Chaîne Saint-Élie             | Mont Logan                  | 5 956              | 60° 06′ N, 139° 06′ O    |
| Péninsule d'Alaska            | Mont Pavlof                 | 2 507              | 57° 10′ N, 158° 19′ O    |
| Montagnes Tordrillo           | Mont Torbert                | 3 479              | 61° 27′ N, 151° 41′ O    |
| Chaînon Fairweather           | Mont Fairweather            | 4 671              | 58° 50′ N, 137° 19′ O    |
| Schwatka Mountains (de)       | Mont Igikpak                | 2 523              | 67° 21′ N, 155° 49′ O    |
| Endicott Mountains (en)       | Thibodeaux Mountain         | 2 298              | 68° 22′ N, 152° 14′ O    |
| Philip Smith Mountains (en)   | Pic Cloud                   | 2 414              | 68° 33′ N, 148° 14′ O    |

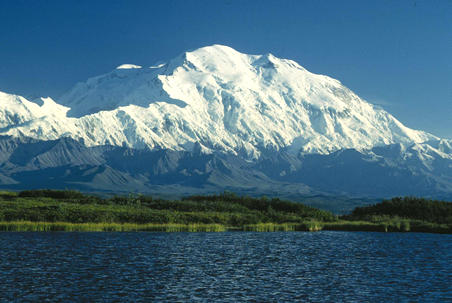
Mont McKinley, Alaska
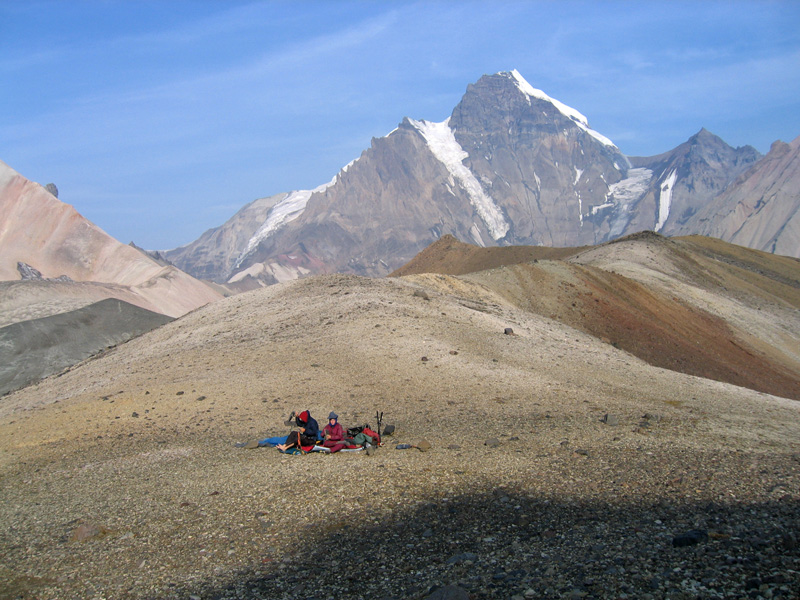
Montagnes Wrangell
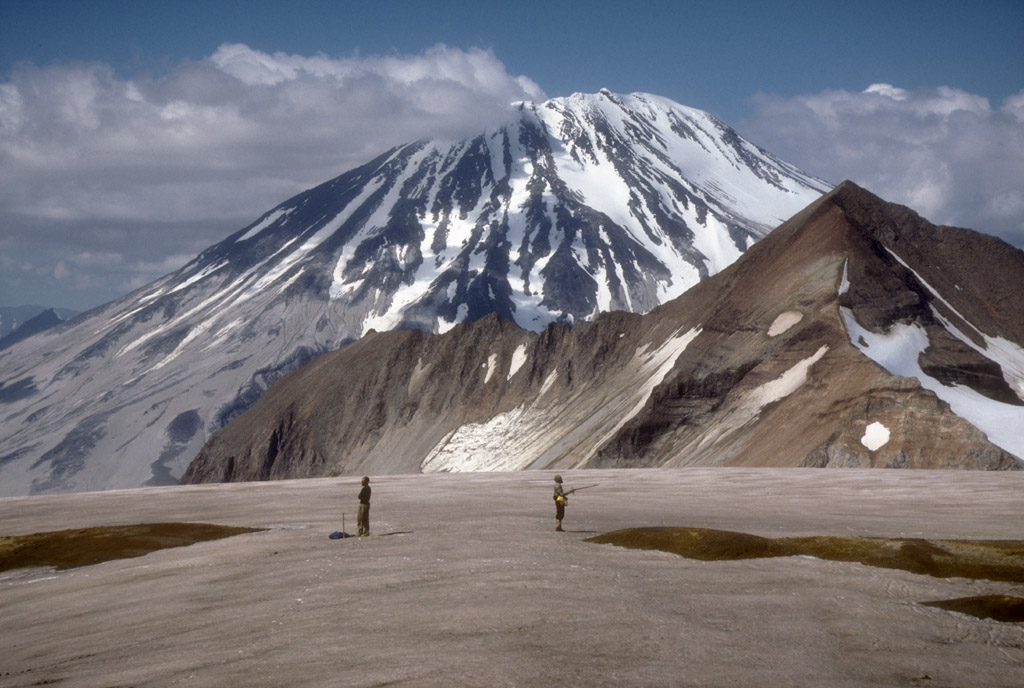
Mont Griggs

### Principaux sommets
- Mont McKinley (anciennement Denali), 6 190 mètres : le plus haut sommet des États-Unis et d'Amérique du Nord, dans la chaîne d'Alaska

- North Peak, 5 904 mètres
- St. Elie, 5 489 mètres
- Foraker, 5 304 mètres
- Bona, 5 044 mètres
- Blackburn, 4 996 mètres
- Kennedy, 4 964 mètres
- Sanford, 4 949 mètres
- South Buttress, 4 842 mètres
- Vancouver, 4 785 mètres
- Churchill, 4 766 mètres

### Forêts
Les forêts couvrent 48 millions d'hectares, soit 28 % du territoire. C'est en Alaska que se trouvent les deux plus grandes forêts nationales des États-Unis : la forêt de Tongass (67 000 km2) et la forêt de Chugach (24 000 km2).

### Climat

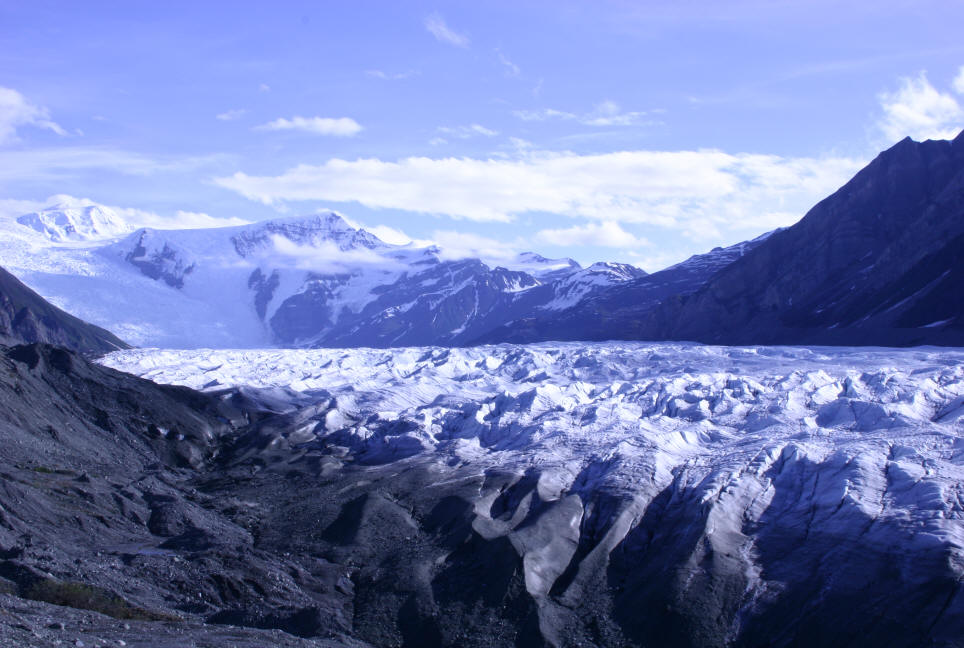
Glacier en Alaska

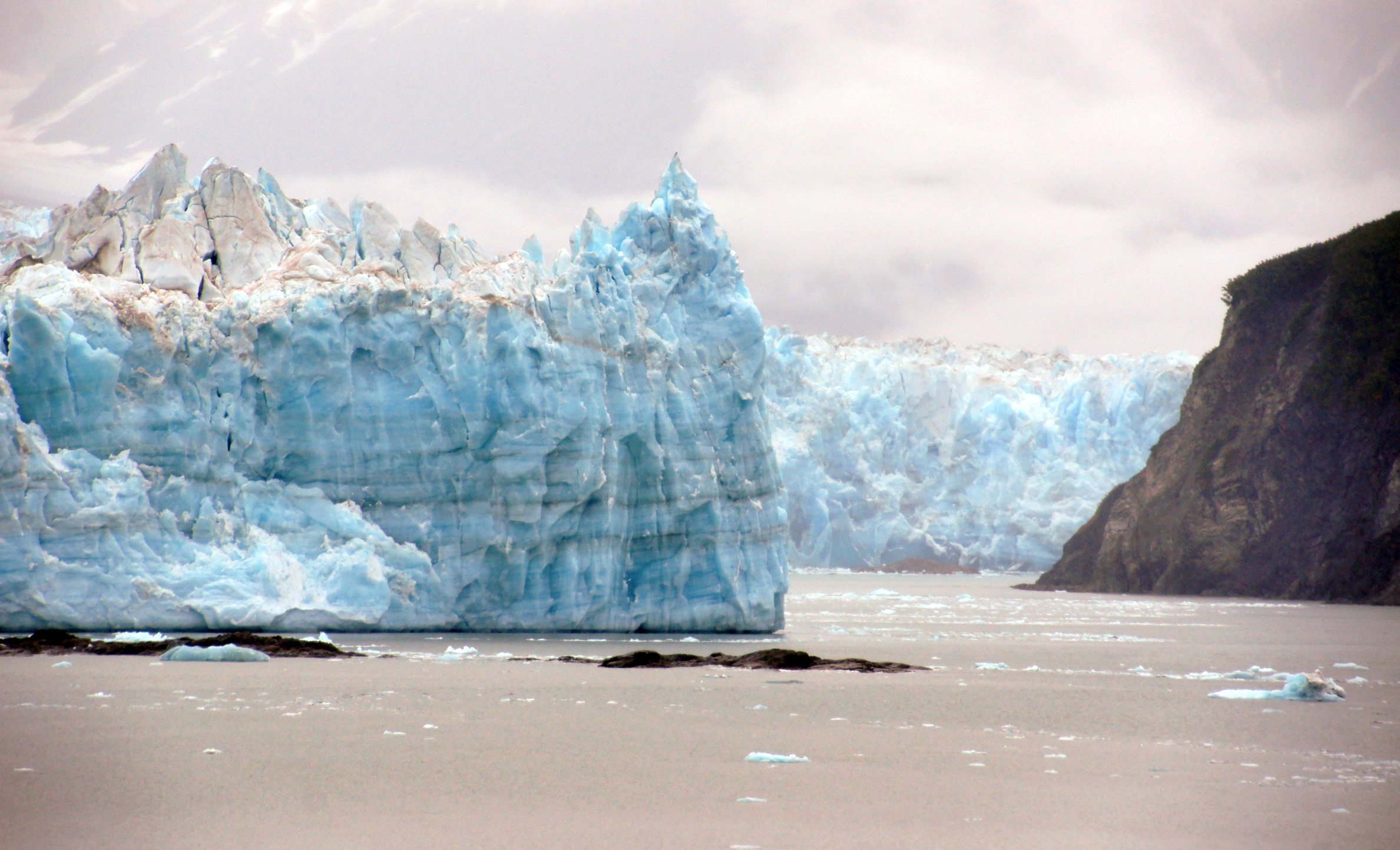
glacier Hubbard en Alaska

D'une manière générale, le climat alaskien est marqué par un hiver glacial et long. L'écrivain Jack London a écrit que l'Alaska était « le pays où le whisky gèle et peut servir de presse-papiers durant une bonne partie de l'année ». Le sol est gelé en profondeur et empêche le développement de l'agriculture : c'est le pergélisol (ou permafrost) qui varie de quelques dizaines à quelques centaines de mètres en Alaska. La couche superficielle, sur laquelle les Hommes marchent, est le mollisol qui dégèle au printemps. En hiver, les chutes de neige et les avalanches peuvent isoler les villages. Au cours du printemps, le sol dégèle en surface et provoque la formation de marécages, souvent infestés de moustiques. L'Alaska se couvre de centaines de lacs. Les rivières gonflent et charrient des troncs d’arbres. L'été ne dure que peu de temps et autour du solstice, le soleil ne se couche pas au-delà du cercle polaire arctique. La saison est marquée par de grands incendies de forêt provoqués par la foudre.
Les climats sont divers en fonction de la latitude, de l'altitude, de l'éloignement par rapport à l'océan Pacifique ou de la disposition des reliefs comme l'illustrent ci-après les relevés respectifs des villes d'Anchorage, de Fairbanks et de Barrow.
Les mois de l'hiver 2018-2019 sont parmi les plus chauds jamais enregistrés pour cette période de l'année. Dans l'Arctique, le réchauffement climatique est deux fois plus rapide que la moyenne mondiale, sous l'effet principalement du déclin de la glace de mer et de l'augmentation des températures de l'océan Arctique. L'Alaska connait une vague de chaleur inédite en juillet 2019 avec des températures dépassant les 30 degrés, contre une quinzaine habituellement pour cette période. Ces températures tendent notamment à aggraver les feux de forets.
- Climat subpolaire océanique au sud de l'Alaska :

| Mois                              | jan.  | fév.  | mars | avril | mai  | juin | jui. | août | sep. | oct. | nov. | déc.  | année |
| --------------------------------- | ----- | ----- | ---- | ----- | ---- | ---- | ---- | ---- | ---- | ---- | ---- | ----- | ----- |
| Température minimale moyenne (°C) | −13,1 | −11,4 | −7,7 | −1,9  | 3,8  | 8,4  | 10,9 | 9,7  | 5,3  | −1,8 | −9,4 | −12,2 | −1,6  |
| Température moyenne (°C)          | −9,5  | −7,4  | −3,5 | 2,1   | 8,1  | 12,4 | 14,7 | 13,5 | 9,1  | 1,4  | −6   | −8,7  | 2,1   |
| Température maximale moyenne (°C) | −5,9  | −3,4  | 0,6  | 6     | 12,4 | 16,4 | 18,4 | 17,2 | 12,9 | 4,7  | −2,7 | −5,3  | 5,9   |
| Précipitations (mm)               | 20,1  | 19,8  | 17,5 | 17    | 18,5 | 29   | 43,4 | 62   | 68,6 | 51,6 | 28,2 | 28,4  | 404   |

- Climat subpolaire continental à l'intérieur de l'Alaska :

| Mois                              | jan.  | fév.  | mars  | avril | mai  | juin | jui. | août | sep. | oct. | nov.  | déc.  | année |
| --------------------------------- | ----- | ----- | ----- | ----- | ---- | ---- | ---- | ---- | ---- | ---- | ----- | ----- | ----- |
| Température minimale moyenne (°C) | −28,1 | −25,8 | −18,7 | −6,4  | 3,3  | 9,7  | 11,4 | 8,4  | 2,3  | −7,7 | −20,9 | −26   | −8,2  |
| Température moyenne (°C)          | −23,4 | −19,8 | −11,7 | −0,7  | 9,2  | 15,4 | 16,9 | 13,8 | 7,5  | −3,8 | −16,3 | −21,4 | −2,8  |
| Température maximale moyenne (°C) | −18,7 | −13,8 | −4,6  | 5     | 15,2 | 21,2 | 22,4 | 19,1 | 12,7 | 0    | −11,7 | −16,8 | 2,5   |
| Précipitations (mm)               | 11,9  | 10,2  | 9,4   | 8,1   | 15,5 | 34,8 | 47,5 | 49,8 | 24,1 | 22,9 | 20,3  | 21,6  | 276,1 |

- Climat polaire au nord de l'Alaska :

| Mois                              | jan.  | fév.  | mars  | avril | mai  | juin | jui. | août | sep. | oct.  | nov.  | déc.  | année |
| --------------------------------- | ----- | ----- | ----- | ----- | ---- | ---- | ---- | ---- | ---- | ----- | ----- | ----- | ----- |
| Température minimale moyenne (°C) | −28,5 | −30,9 | −29,5 | −22,8 | −9,8 | −1,3 | 0,9  | 0,7  | −2,8 | −12,9 | −21,6 | −27,3 | −15,4 |
| Température moyenne (°C)          | −25,2 | −27,7 | −26,2 | −19   | −7,1 | 1,1  | 4,1  | 3,3  | −0,8 | −10,3 | −18,7 | −24   | −12,5 |
| Température maximale moyenne (°C) | −21,9 | −24,3 | −22,8 | −15,2 | −4,3 | 3,5  | 7,2  | 5,7  | 1    | −7,7  | −15,8 | −20,7 | −9,6  |
| Précipitations (mm)               | 4,3   | 3,8   | 4,3   | 5,1   | 4,1  | 7,1  | 23,9 | 24,4 | 15,2 | 11,4  | 6,4   | 4,1   | 114,1 |

#### Conséquences du changement climatique
Depuis plusieurs années, l'Alaska enregistre un réchauffement des températures : elles ont augmenté en moyenne de 1,6 °C depuis les années 1950 et de 2,6 °C depuis 1901. Le littoral de l'État subit les effets de la montée du niveau des mers et océans. Les Inuits de Shishmaref, le village de l'île Sarichef dans le nord-ouest de l'Alaska, ont reçu une aide de 150 millions de dollars pour faire face à l'érosion du littoral et aux dégâts provoqués par les vagues ; les Yupiks de Newtok vont être déplacés sur une colline. La fonte précoce de la banquise bouleverse les modes de vie des autochtones et menace plusieurs espèces animales telles que l'ours blanc. À moyen terme, la route maritime du nord, reliant les océans Atlantique et Pacifique, pourrait être libre de glace cinq mois par an. Le pergélisol se réduit rapidement, ce qui entraîne la formation de marécages et la déformation des infrastructures de transport. La fonte des glaciers gonfle les torrents qui endommagent les routes et les ponts. Une partie des forêts de la taïga sont détruites par la prolifération des insectes xylophages (16 000 km2 entre 1990 et 2006) ; les incendies sont également devenus plus fréquents. Le réchauffement climatique pourrait cependant permettre la mise en valeur de nouvelles terres agricoles.
En 2019, plusieurs rivières ont vu la glace hivernale se briser à la date la plus précoce jusqu'alors jamais enregistrée.

## Écosystèmes
La faune et la flore sont protégées dans des parcs et réserves naturels. Il existe huit grands parcs nationaux : parc national et réserve du Denali, parc national et réserve des Gates of the Arctic, parc national et réserve de Katmai, parc national des Kenai Fjords, parc national de Kobuk Valley, parc national de Glacier Bay, parc national et réserve de Lake Clark et parc national de Wrangell–Saint-Élie, inscrit également sur la liste du patrimoine mondial de l'Humanité depuis 1979.

### Faune
Les spécialistes estiment à un millier le nombre d'espèces animales en Alaska dont 115 de mammifères et 400 d'oiseaux. Les animaux emblématiques de l'État pour les safaris photographiques ou de chasse sont appelés les « Big Five » par les autorités touristiques : cette catégorie comprend le grizzli et aussi l'ours kodiak habitant l'île Kodiak à côté de l'Alaska, le caribou, l'élan (150 000 têtes, population en progression), le loup (7 000 à 9 000) et le mouflon de Dall. De nombreux autres mammifères, adaptés aux conditions naturelles difficiles, vivent aussi en Alaska : lynx, glouton, renard roux, lemmings, castor, bœuf musqué (exterminé au XIXe siècle, il a été réintroduit en 1930 sur l'île Nunivak : 34 animaux ont été lâchés, ils sont 600 aujourd'hui sur l'île, et 2 400 dans toute l'Alaska), lièvre arctique, chèvre des montagnes Rocheuses, martre, loutre. Une partie de ces mammifères hiberne ou migre pendant l'hiver. L'ours blanc chasse au nord de la région : un quart des 20 000 à 25 000 ours polaires du monde vivent en Alaska. Il ne reste plus que 35 000 à 45 000 ours bruns, dont 3 000 se concentrent dans l'archipel Kodiak. Enfin, l'ours noir, beaucoup plus petit, est aussi plus nombreux, avec 110 000 individus estimés sur le territoire alaskien.
La population de caribous est passée de près de 500 000 au début du siècle à 188 000 en 2021, sous le seuil de reproduction, notamment à cause du réchauffement climatique et de la chasse.
- Oiseaux : ptarmigans (sortes de perdrix des neiges), chouette harfang, aigle royal, oie des neiges, cygne de Bewick, grue du Canada, pygargue à tête blanche (80 % des pygargues à tête blanche des États-Unis vivent en Alaska[33].
- Poissons : Truite arc-en-ciel et brochet nordique. Les saumons servent de nourriture aux grizzlys, en particulier le saumon rouge, le plus riche. Mais il existe bien d'autres variétés comme le saumon sockeye, le saumon rose, le saumon coho, le saumon chien et le saumon royal.

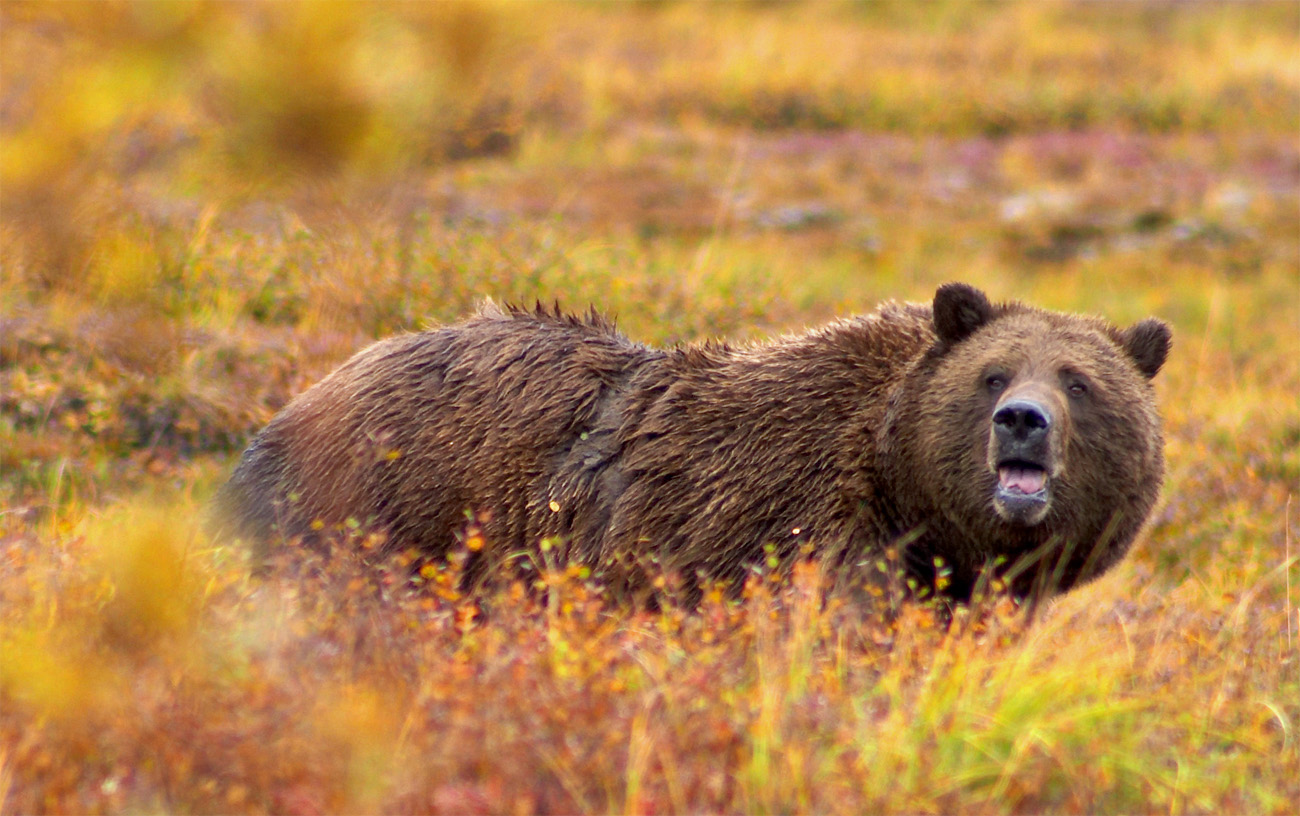
Grizzli.
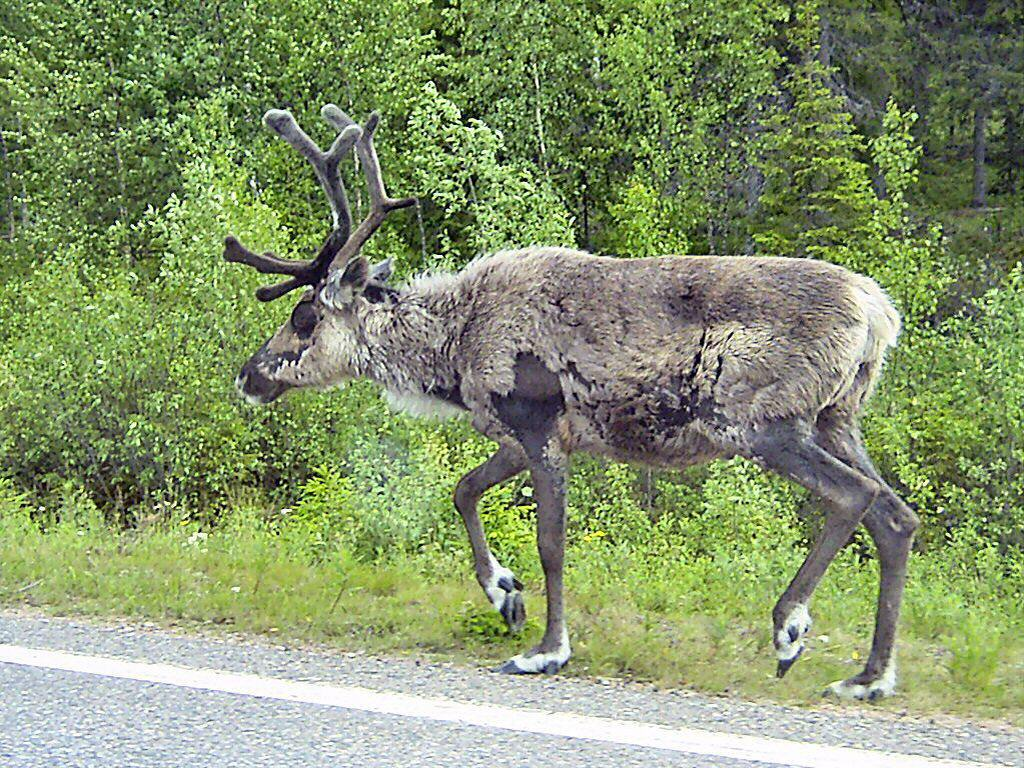
Caribou.
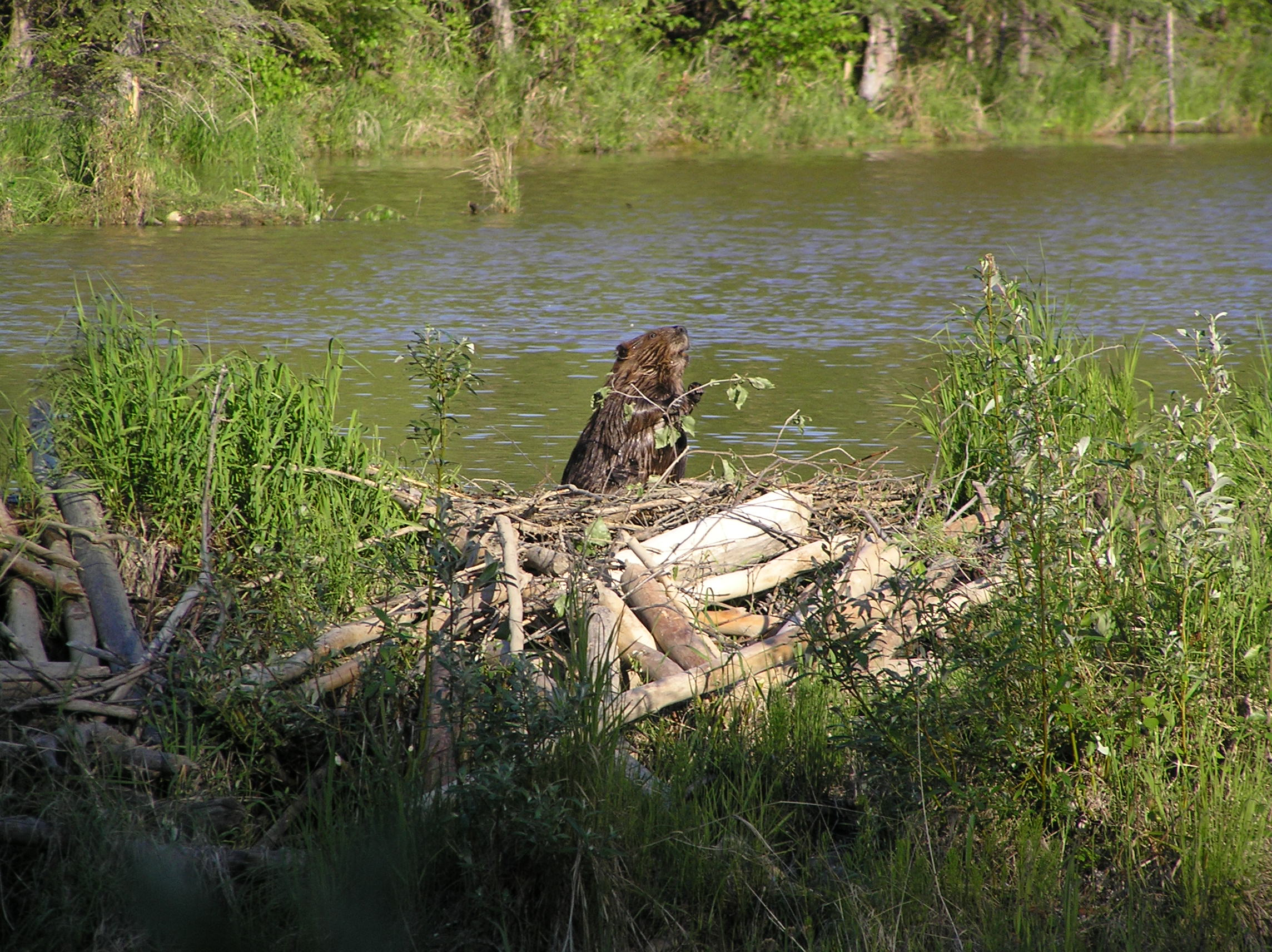
Castor en Alaska.
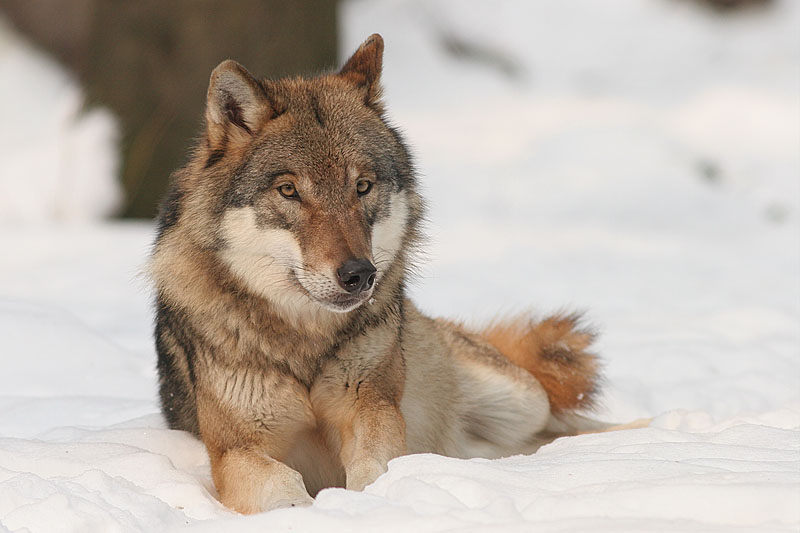
Loup gris.
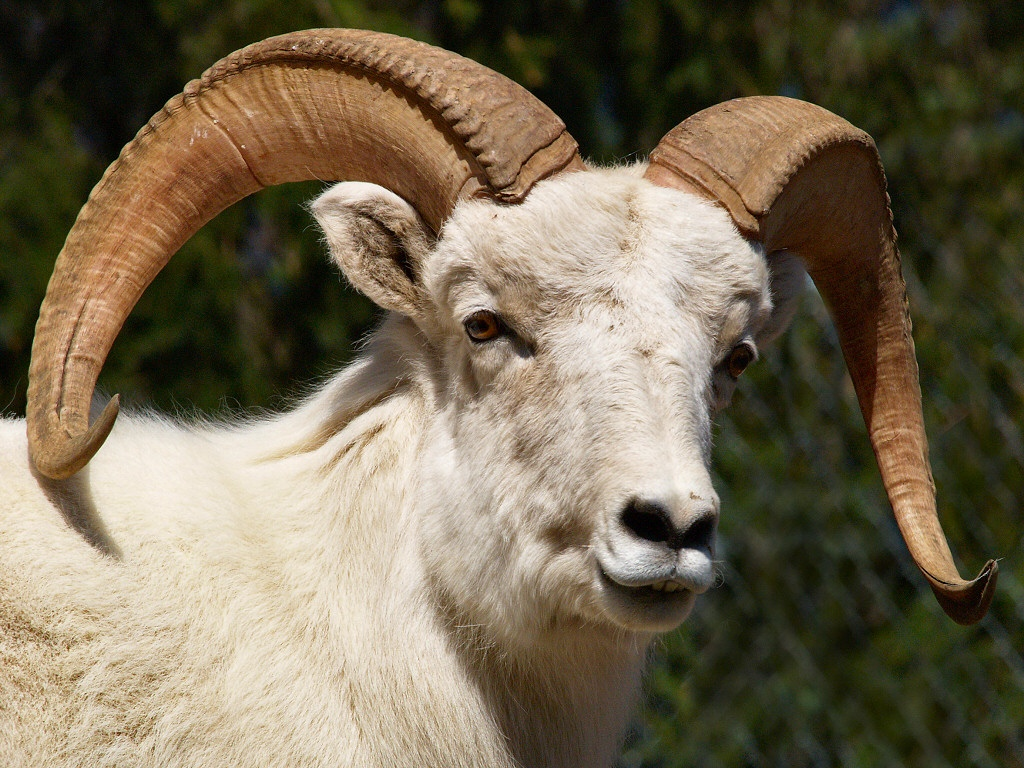
Mouflon de Dall.
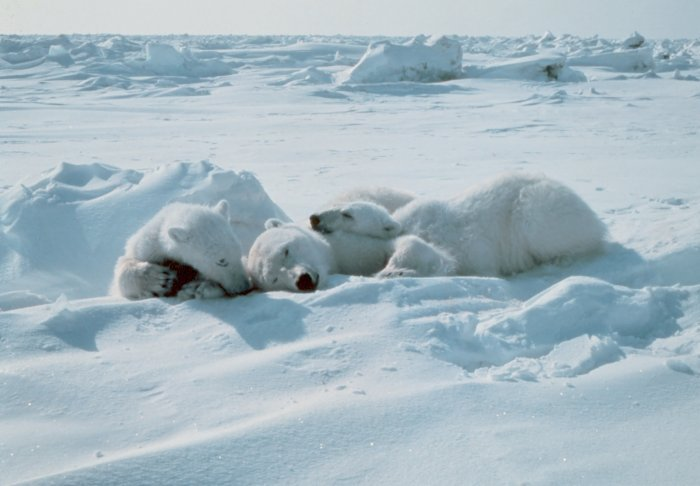
Ours blancs.
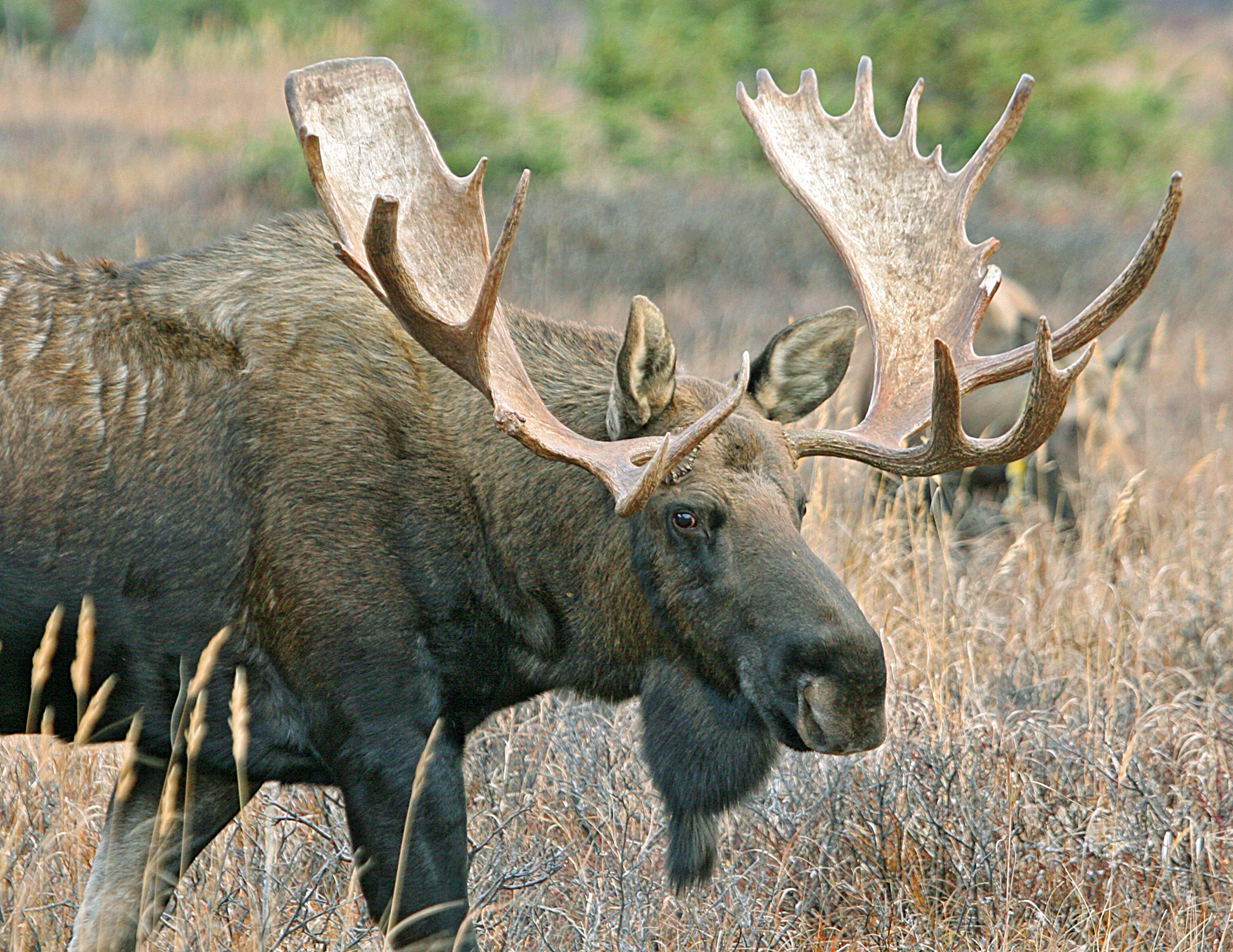
Élan.

#### Faune marine
L'orque est certainement le plus emblématique des mammifères marins d'Alaska. Elle vit tout autour de l'État, de la mer de Béring jusqu'au sud-est, et on en compte quelque 750 individus. La baleine à bosse passe l'hiver dans les eaux tropicales d’Hawaï et du Mexique et remonte en Alaska l'été (650 individus). La baleine grise vient également en mer de Béring. Le morse vit surtout autour de la mer de Béring, où on en compte près de 20 000. On trouve également des phoques, lions de mer, veaux marins, otaries à fourrure et des loutres de mer.

### Flore
Malgré la rigueur du climat en hiver, la flore de l'Alaska est très variée. On dénombre près de 1 500 espèces de plantes, fleurs, arbres et fougères. Le nord et le nord-ouest sont couverts par la toundra. La forêt tempérée très humide couvre les espaces naturels du littoral sud longé par le courant de l'Alaska. L'intérieur des terres, marqué par la continentalité, est le domaine de la forêt boréale ou taïga. Enfin, la végétation dépend de l'altitude.

## Subdivisions administratives

### Boroughs
Contrairement à la majorité des États de l'Union, l'État de l'Alaska n'est pas divisé en comtés mais en 19 boroughs organisés et 1 borough non organisé.
Le borough non organisé est divisé en 11 régions de recensement à des fins statistiques.

### Agglomérations

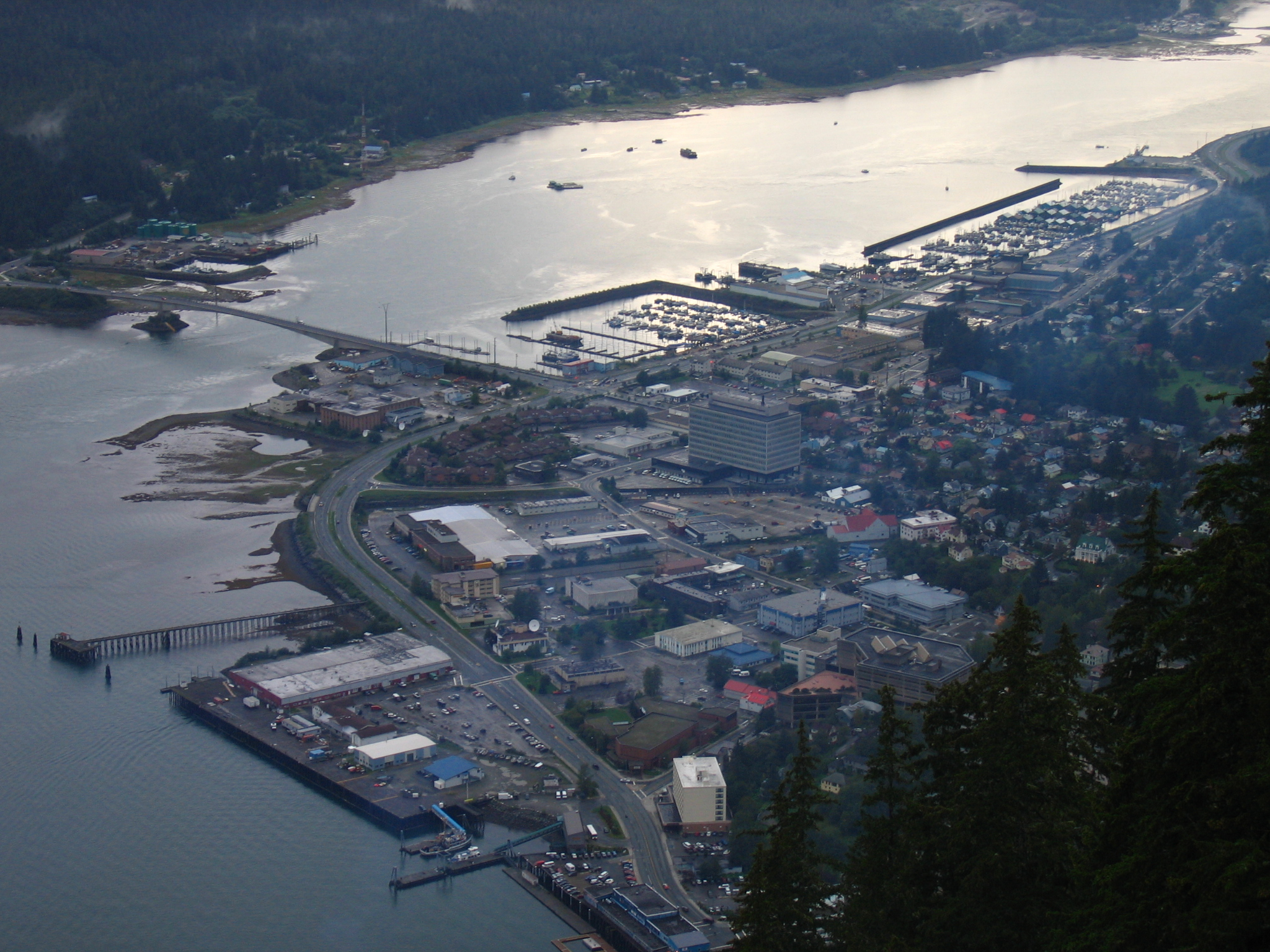
La capitale de l'Alaska, Juneau.

Le Bureau de la gestion et du budget a défini deux aires métropolitaines et deux aires micropolitaines dans l'État de l'Alaska.
| Zone urbaine  | Population (2010) | Population (2013) | Variation (2010-2013) | Rang national (2013) |
| ------------- | ----------------- | ----------------- | --------------------- | -------------------- |
| Anchorage, AK | 380 821           | 396 142           | 4,0 %                 | 134                  |
| Fairbanks, AK | 97 581            | 100 436           | 2,9 %                 | 352                  |

| Zone urbaine  | Population (2010) | Population (2013) | Variation (2010-2013) | Rang national (2013) |
| ------------- | ----------------- | ----------------- | --------------------- | -------------------- |
| Juneau, AK    | 31 275            | 32 660            | 4,4 %                 | 403                  |
| Ketchikan, AK | 13 477            | 13 729            | 1,9 %                 | 534                  |

En 2010, 73,7 % des Alaskains résidaient dans une zone à caractère urbain, dont 67,4 % dans une aire métropolitaine et 6,3 % dans une aire micropolitaine. L'aire métropolitaine d'Anchorage regroupait à elle seule 53,6 % de la population de l'État.

### Municipalités
L'État de l'Alaska compte 148 municipalités, dont 11 de plus de 5 000 habitants.
| Rang | Municipalité | Borough              | Population (2010) | Population (2013) | Variation (2010-2013) |
| ---- | ------------ | -------------------- | ----------------- | ----------------- | --------------------- |
| 1    | Anchorage    | Anchorage            | 291 826           | 300 950           | 3,1 %                 |
| 2    | Juneau       | Juneau               | 31 275            | 32 660            | 4,4 %                 |
| 3    | Fairbanks    | Fairbanks North Star | 31 535            | 32 324            | 2,5 %                 |
| 4    | Sitka        | Sitka                | 8 881             | 9 020             | 1,6 %                 |
| 5    | Wasilla      | Matanuska-Susitna    | 7 831             | 8 621             | 10,1 %                |
| 6    | Ketchikan    | Ketchikan Gateway    | 8 050             | 8 214             | 2,0 %                 |
| 7    | Kenai        | Kenai Peninsula      | 7 100             | 7 452             | 5,0 %                 |
| 8    | Palmer       | Matanuska-Susitna    | 5 937             | 6 461             | 8,8 %                 |
| 9    | Kodiak       | Kodiak Island        | 6 130             | 6 423             | 4,8 %                 |
| 10   | Bethel       | Unorganized          | 6 080             | 6 363             | 4,7 %                 |
| 11   | Homer        | Kenai Peninsula      | 5 003             | 5 310             | 6,1 %                 |

## Démographie

### Population

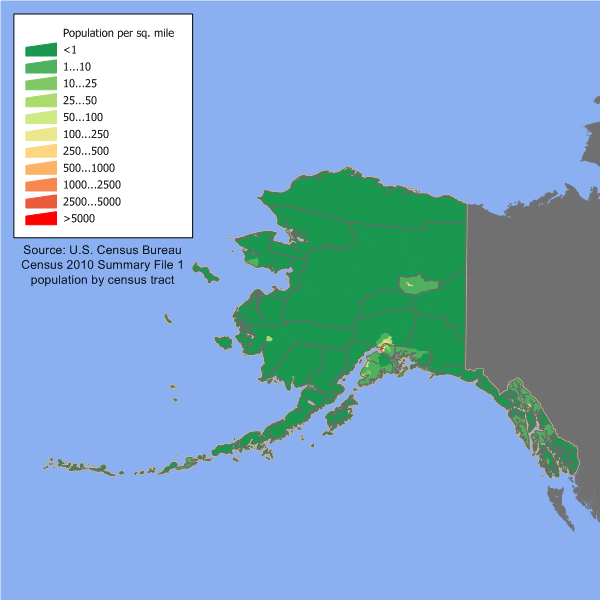
Densités de population en 2010 (en mille carré).

Le Bureau du recensement des États-Unis estime la population de l'Alaska à 731 545 habitants au 1er juillet 2019, soit une hausse de 3,00 % depuis le recensement des États-Unis de 2010 qui tablait la population à 710 231 habitants. Depuis 2010, l'État connaît la 9e croissance démographique la plus soutenue des États-Unis.
Selon des projections démographiques publiées par l’AARP, l'Alaska devrait atteindre une population de 947 040 habitants en 2060 si les tendances démographiques actuelles se poursuivent, soit une hausse de 32,7 % par rapport à 2010.
Avec 710 231 habitants en 2010, l'Alaska était le 4e État le moins peuplé des États-Unis après le Wyoming (563 626 habitants), le Vermont (625 741 habitants) et le Dakota du Nord (672 591 habitants). Sa population comptait pour 0,23 % de la population du pays. Le centre démographique de l'État était localisé dans le nord de la municipalité d'Anchorage.
Avec 0,48 hab./km2 en 2010, l'Alaska était l'État le moins dense des États-Unis.
Le taux d'urbains était de 66,0 % et celui de ruraux de 34,0 %.
En 2010, le taux de natalité s'élevait à 16,2 ‰ (15,3 ‰ en 2012) et le taux de mortalité à 5,2 ‰ (5,3 ‰ en 2012). L'indice de fécondité était de 2,35 enfants par femme (2,19 en 2012). Le taux de mortalité infantile s'élevait à 3,8 ‰ (5,2 ‰ en 2012). La population était composée de 26,38 % de personnes de moins de 18 ans, 10,54 % de personnes entre 18 et 24 ans, 27,61 % de personnes entre 25 et 44 ans, 27,73 % de personnes entre 45 et 64 ans et 7,74 % de personnes de 65 ans et plus. L'âge médian était de 33,8 ans.
Entre 2010 et 2013, l'accroissement de la population (+ 24 901) était le résultat d'une part d'un solde naturel positif (+ 24 745) avec un excédent des naissances (37 432) sur les décès (12 687), et d'autre part d'un solde migratoire positif (+ 387) avec un excédent des flux migratoires internationaux (+ 5 963) et un déficit des flux migratoires intérieurs (- 5 576).
Selon des estimations de 2013, 91,0 % des Alaskains étaient nés dans un État fédéré, dont 42,9 % dans l'État de l'Alaska et 48,0 % dans un autre État (20,8 % dans l'Ouest, 11,7 % dans le Midwest, 10,0 % dans le Sud, 5,6 % dans le Nord-Est), 2,1 % étaient nés dans un territoire non incorporé ou à l'étranger avec au moins un parent américain et 6,9 % étaient nés à l'étranger de parents étrangers (56,4 % en Asie, 17,2 % en Amérique latine, 14,2 % en Europe, 5,7 % en Amérique du Nord, 3,3 % en Océanie, 3,1 % en Afrique). Parmi ces derniers, 56,2 % étaient naturalisés américain et 43,8 % étaient étrangers,.
Selon des estimations de 2012 effectuées par le Pew Hispanic Center, l'État comptait 15 000 immigrés illégaux, soit 1,8 % de la population.

### Composition ethno-raciale et origines ancestrales
Selon le recensement des États-Unis de 2010, la population était composée de 66,68 % — 473 576 personnes — de Blancs, 14,77 % — 104 871 personnes — d'Amérindiens (3,85 % de Yupiks, 2,95 % d'Iñupiat, 1,73 % d'Athabascans de l'Alaska, 1,20 % de Tlingits-Haidas, 1,08 % d'Aléoutes), 7,30 % — 51 875 personnes — de Métis, 5,37 % — 38 135 personnes — d'Asiatiques (2,73 % de Philippins, 0,66 % de Coréens, 0,48 % de Hmongs), 3,28 % — 23 263 personnes — de Noirs, 1,04 % — 7 409 personnes — d'Océaniens (0,66 % de Samoans) et 1,56 % — 11 102 personnes — de personnes n'entrant dans aucune de ces catégories.
Les Métis se décomposaient entre ceux revendiquant deux races (6,66 %), principalement blanche et amérindienne (3,68 %), blanche et asiatique (0,97 %) et blanche et noire (0,66 %), et ceux revendiquant trois races ou plus (0,65 %).
Les non hispaniques représentaient 94,47 % — 670 982 personnes — de la population avec 64,11 % — 455 320 personnes — de Blancs, 14,44 % — 102 556 personnes — d'Amérindiens, 6,39 % — 45 368 personnes — de Métis, 5,27 % — 37 459 personnes — d'Asiatiques, 3,09 % — 21 949 personnes — de Noirs, 1,02 % — 7 219 personnes — d'Océaniens et 0,16 % — 1 111 personnes — de personnes n'entrant dans aucune de ces catégories, tandis que les Hispaniques comptaient pour 5,53 % — 39 249 personnes — de la population, principalement des personnes originaires du Mexique (3,05 %) et de Porto Rico (0,63 %).
En 2010, l'État de l'Alaska avait la plus forte proportion d'Amérindiens, la 2e plus forte proportion d'Océaniens après Hawaï (9,96 %) ainsi que la 9e plus forte proportion d'Asiatiques des États-Unis. A contrario, l'État avait la 10e plus faible proportion de Blancs des États-Unis.
L'État comptait également le 8e plus grand nombre d'Amérindiens des États-Unis.
|                                         | 1940  | 1950  | 1960  | 1970  | 1980  | 1990  | 2000  | 2010  |
| --------------------------------------- | ----- | ----- | ----- | ----- | ----- | ----- | ----- | ----- |
| Blancs                                  | 54,01 | 72,14 | 77,18 | 78,82 | 77,08 | 75,54 | 69,31 | 66,68 |
| ———Non hispaniques                      |       |       |       |       | 75,81 | 73,94 | 67,60 | 64,11 |
| Amérindiens                             | 44,75 | 26,32 | 18,80 | 16,91 | 15,95 | 15,58 | 15,64 | 14,77 |
| ———Non hispaniques                      |       |       |       |       |       | 15,38 | 15,39 | 14,44 |
| Asiatiques (et Océaniens jusqu'en 1980) | 1,03  |       | 0,78  | 0,88  | 2,00  | 3,24  | 4,01  | 5,37  |
| ———Non hispaniques                      |       |       |       |       |       |       | 3,95  | 5,27  |
| Noirs                                   | 0,19  |       | 2,99  | 2,97  | 3,40  | 4,08  | 3,48  | 3,28  |
| ———Non hispaniques                      |       |       |       |       |       | 3,96  | 3,36  | 3,09  |
| Océaniens                               |       |       |       |       |       | 0,35  | 0,53  | 1,04  |
| ———Non hispaniques                      |       |       |       |       |       |       | 0,51  | 1,02  |
| Autres                                  | 0,01  | 1,53  | 0,25  | 0,42  | 1,57  | 1,21  | 7,03  | 8,86  |
| ———Non hispaniques                      |       |       |       |       |       | 0,07  | 5,07  | 6,55  |
| Hispaniques (toutes races confondues)   |       |       |       |       | 2,37  | 3,24  | 4,12  | 5,53  |

En 2013, le Bureau du recensement des États-Unis estime la part des non hispaniques à 93,4 %, dont 62,5 % de Blancs, 13,9 % d'Amérindiens, 6,9 % de Métis, 5,6 % d'Asiatiques, 3,3 % de Noirs et 1,2 % d'Océaniens, et celle des Hispaniques à 6,6 %.
L'Alaska connaît depuis le milieu des années 1970 une baisse continue de la part de la population blanche non hispanique au sein de la population totale, marquée fortement depuis le début des années 1990 en raison notamment d'une immigration importante en provenance de l'Asie et de l'Amérique latine, d’un âge médian plus élevé (38,4 ans) que les autres populations (23,4 ans pour les Océaniens, 24,4 ans pour les Hispaniques, 27,8 ans pour les Amérindiens, 30,1 ans pour les Noirs, 35,0 ans pour les Asiatiques), d'une natalité plus faible (12,1 ‰ en 2010) que les autres populations (24,6 ‰ pour les Hispaniques, 22,9 ‰ pour les Océaniens, 18,2 ‰ pour les Amérindiens, 14,1 ‰ pour les Noirs) et d'une augmentation substantielle des unions mixtes.
En 2010, les Blancs non hispaniques ne représentaient plus que 51,0 % des enfants de moins de 5 ans (17,6 % pour les Amérindiens, 13,9 % pour les Métis, 8,7 % pour les Hispaniques, 4,2 % pour les Asiatiques, 2,9 % pour les Noirs et 1,5 % pour les Océaniens) et 50,8 % des enfants de moins de 1 an (17,2 % pour les Amérindiens, 14,7 % pour les Métis, 8,9 % pour les Hispaniques, 3,8 % pour les Asiatiques, 2,9 % pour les Noirs et 1,5 % pour les Océaniens).
Selon des projections démographiques publiées par l’AARP, les Blancs non hispaniques constitueront 44,1 % de la population de l’État en 2060 si les tendances démographiques actuelles se poursuivent.
En 2000, les Alaskains s'identifiaient principalement comme étant d'origine allemande (16,6 %), irlandaise (10,8 %), anglaise (9,6 %), américaine (5,7 %), norvégienne (4,2 %) et française (3,2 %).
L'État avait la 10e plus forte proportion de personnes d'origine norvégienne.
L'État abrite la 38e communauté juive des États-Unis. Selon le North American Jewish Data Bank, l'État comptait 6 175 Juifs en 2013 (300 en 1971), soit 0,8 % de la population. Ils se concentraient essentiellement dans l'agglomération d'Anchorage (5 000).
L'État abrite également la 47e communauté arabe des États-Unis. Selon des estimations du Bureau du recensement des États-Unis, l’État comptait 1 409 Arabes en 2013, soit 0,2 % de la population.
L’État abritait en 2013 une population noire assez homogène, composée principalement de descendants d’esclaves déportés sur le sol américain entre le début du XVIIe siècle et le début du XIXe siècle (85,8 %) mais aussi d’Africains subsahariens (6,4 %), de Caribéens non hispaniques (5,7 %) et d’Hispaniques (2,1 %).
Le Bureau du recensement des États-Unis estimait le nombre d’Africains subsahariens à 1 601, soit 0,2 % de la population, et celui de Caribéens non hispaniques à 1 435, soit 0,2 % de la population.
Les Amérindiens s'identifiaient principalement comme étant Yupiks (26,1 %), Iñupiat (20,0 %), Athabascans de l'Alaska (11,7 %), Tlingits-Haidas (8,2 %) et Aléoutes (7,3 %).
Les Hispaniques étaient principalement originaires du Mexique (55,1 %), de Porto Rico (11,5 %), de la République dominicaine (4,9 %) et d'Espagne (3,9 %). Composée à 46,5 % de Blancs, 16,6 % de Métis, 5,9 % d'Amérindiens, 3,3 % de Noirs, 1,7 % d'Asiatiques, 0,5 % d'Océaniens et 25,5 % de personnes n'entrant dans aucune de ces catégories, la population hispanique représentait 12,5 % des Métis, 5,6 % des Noirs, 3,9 % des Blancs, 2,6 % des Océaniens, 2,2 % des Amérindiens, 1,8 % des Asiatiques et 90,0 % des personnes n'entrant dans aucune de ces catégories.
L'État avait la 9e plus forte proportion de personnes originaires de la République dominicaine (0,27 %).
Les Asiatiques s'identifiaient principalement comme étant Philippins (50,9 %), Coréens (12,3 %), Hmongs (9,0 %), Chinois (5,4 %), Laotiens (4,4 %), Japonais (3,9 %) et Indiens (3,2 %).
L'État avait la 2e plus forte proportion de Laotiens (0,24 %), la 3e plus forte proportion de Hmongs (0,48 %), les 4e plus fortes proportions de Philippins (2,73 %) et de Thaïs (0,13 %) ainsi que les 8e plus fortes proportions de Coréens (0,66 %) et de Japonais (0,21 %).
L'État comptait également le 8e plus grand nombre de Hmongs (3 427).
Les Océaniens s'identifiaient principalement comme étant Samoans (62,9 %), Hawaïens (12,8 %), Tongiens (6,7 %) et Chamorros (5,1 %).
Les Métis se décomposaient entre ceux revendiquant deux races (91,2 %), principalement blanche et amérindienne (50,4 %), blanche et asiatique (13,3 %), blanche et noire (9,0 %), blanche et autre (4,3 %) et noire et amérindienne (3,4 %), et ceux revendiquant trois races ou plus (8,8 %).

### Concentrations communautaires
Les Amérindiens se concentraient principalement dans les agglomérations d’Anchorage (26,1 %), dont 21,5 % dans la seule ville d’Anchorage, Fairbanks (6,5 %) et Juneau (3,4 %), ainsi que dans les subdivisions de Bethel (13,7 %), Nome (7,0 %), Kusilvak (6,9 %), Northwest Arctic (5,9 %), North Slope (4,9 %), la Péninsule de Kenai (3,9 %), Yukon-Koyukuk (3,9 %) et Dillingham (3,3 %). Très implantés sur la côte Ouest, dans le Nord et dans le Sud-Est de l’État, ils étaient majoritaires dans les subdivisions de Kusilvak (94,9 %), Bethel (82,6 %), Northwest Arctic (81,1 %), Nome (75,6 %), Yukon-Koyukuk (71,0 %), Dillingham (70,8 %), Lake and Peninsula (64,0 %) et North Slope (53,5 %) et constituaient une part significative de la population dans les subdivisions de Hoonah-Angoon (39,5 %), Prince of Wales-Hyder (38,9 %), Yakutat (35,5 %) et Bristol Bay (33,1 %).
Les Hispaniques se concentraient principalement dans les agglomérations d’Anchorage (64,6 %), dont 56,2 % dans la seule ville d’Anchorage, Fairbanks (14,4 %) et Juneau (4,0 %), ainsi que dans le borough de la Péninsule de Kenai (4,2 %). Très implantés dans le Sud-Ouest et les centres urbains de l'État, ils constituaient une part significative de la population dans les subdivisions des Aléoutiennes occidentales (13,1 %), des Aléoutiennes orientales (12,3 %), d’Anchorage (7,6 %), de l’Île Kodiak (7,3 %), de Fairbanks North Star (5,8 %), de Juneau (5,1 %) et de Sitka (4,9 %).
Les Asiatiques se concentraient principalement dans les agglomérations d’Anchorage (64,8 %), dont 62,0 % dans la seule ville d’Anchorage, Fairbanks (6,7 %) et Juneau (5,0 %), ainsi que dans les subdivisions de l’Île Kodiak (7,0 %), des Aléoutiennes occidentales (4,2 %) et des Aléoutiennes orientales (3,0 %). Très implantés dans le Sud-Ouest et le Sud-Est de l’État, ils constituaient une part significative de la population dans les subdivisions des Aléoutiennes orientales (35,4 %), des Aléoutiennes occidentales (28,3 %), de l’Île Kodiak (19,3 %), d’Anchorage (8,0 %), de Ketchikan Gateway (6,9 %), de Juneau (6,0 %), de Sitka (5,7 %), de North Slope (4,4 %), de Yakutat (4,1 %) et de Valdez-Cordova (3,6 %).
Les Noirs se concentraient principalement dans les agglomérations d’Anchorage (73,5 %), dont 69,7 % dans la seule ville d’Anchorage, et Fairbanks (18,9 %), dont 12,1 % dans la seule ville de Fairbanks. Très implantés dans Îles Aléoutiennes et les grands centres urbains de l'État, ils constituaient une part significative de la population dans les subdivisions des Aléoutiennes orientales (6,7 %), des Aléoutiennes occidentales (5,7 %), d’Anchorage (5,2 %) et de Fairbanks North Star (4,3 %).

### Langues
| Langue                  | 1980    | 1990    | 2000    | 2010    | 2016    |
| ----------------------- | ------- | ------- | ------- | ------- | ------- |
| Anglais                 | 87,48 % | 87,85 % | 85,89 % | 83,82 % | 83,84 % |
| Langues eskimo-aléoutes | 7,06 %  | 4,74 %  | 4,57 %  | 4,61 %  | 4,45 %  |
| Langues amérindiennes   | 7,06 %  | 0,67 %  | 0,47 %  | 0,42 %  | 4,45 %  |
| Espagnol                | 1,46 %  | 2,02 %  | 2,88 %  | 3,52 %  | 3,53 %  |
| Allemand                | 0,77 %  | 0,67 %  | 0,62 %  | 0,52 %  | 0,46 %  |
| Tagalog                 | 0,57 %  | 1,03 %  | 1,54 %  | 2,39 %  | 2,41 %  |
| Coréen                  | 0,37 %  | 0,67 %  | 0,75 %  | 0,48 %  | 0,55 %  |
| Russe                   | 0,21 %  | 0,22 %  | 0,51 %  | 0,61 %  | 0,74 %  |
| Samoan                  | —       | 0,08 %  | 0,21 %  | 0,52 %  | 0,92 %  |
| Hmong                   | —       | —       | 0,08 %  | 0,23 %  | 0,50 %  |
| Autres                  | 2,08 %  | 2,05 %  | 2,48 %  | 2,88 %  | 2,60 %  |

Avec le temps, les langues issues de l'immigration, comme l'allemand, s'éteignent. Le russe, langue parlée avant 1867, ne concerne plus que des personnes issues de l'immigration récente, et est parlé par moins de 3 000 personnes, bilingues russe/anglais. Le russe reste cependant une langue de culture et historique, car par exemple, les documents administratifs, et titres de propriétés qui datent d'avant 1867, sont en russe. Une grande partie de la population descendait de Russes, mais avec la Guerre froide, entre 1950 et le début des années 1990, il n'était pas de bon ton de parler de ses origines russes, et sur les formulaires, une grande partie des habitants n'indiquent pas d'origine en particulier. On reconnaît les descendants de Russes aux noms de famille, mais avec le temps, il y eut de nombreux brassages, avec des habitants d'autres ethnies. De plus, ces noms de famille russes ont été anglicisés. Le russe n'est plus une langue maternelle locale depuis le début des années 1930[réf. nécessaire].
Les langues amérindiennes ont tendance à voir leurs locuteurs diminuer, au bénéfice de l'anglais. Cependant, en 2014 le Parlement de l'Alaska a formellement reconnu les vingt langues amérindiennes parlées sur le territoire de l'État ; ces langues sont : l'inupiaq, le yupik sibérien central, le yupik de l'Alaska central, l'alutiiq, l'unangan, le dena’ina, le deg hit'an, le holikachuk, le koyukon, le kolchan, le gwich’in, le tanana, le haut tanana, le tanacross, le hän, le ahtna, l'eyak, le tlingit, le haïda, le tsimshian. Ces langues sont dorénavant officielles en plus de l'anglais.

### Religions
| Religion                    | Alaska | États-Unis |
| --------------------------- | ------ | ---------- |
| Protestantisme évangélique  | 22     | 25,4       |
| Non-affiliés                | 20     | 15,8       |
| Catholicisme                | 16     | 20,8       |
| Protestantisme traditionnel | 12     | 14,7       |
| Agnosticisme                | 6      | 4,0        |
| Athéisme                    | 5      | 3,1        |
| Églises noires              | 3      | 6,5        |
| Autres                      | 10     | 9,7        |

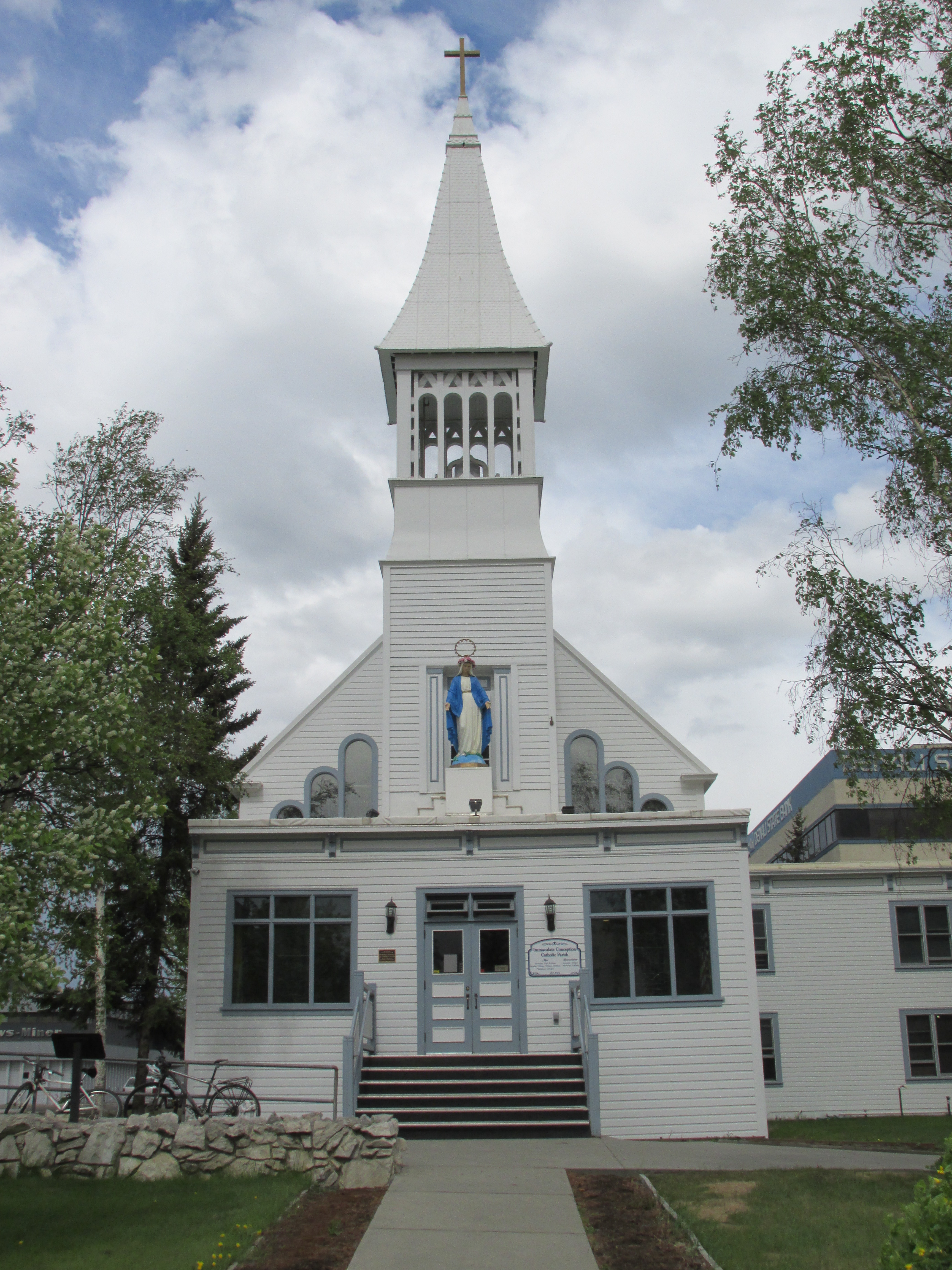
Église catholique de l'Immaculée conception à Fairbanks.

La population est majoritairement chrétienne (catholiques et protestants), mais avec de fortes minorités bouddhistes, confucianistes et animistes (Amérindiens). Il y a environ 6 500 chrétiens orthodoxes, héritage de la colonisation russe (avant 1867), mais aussi de l'immigration récente. Depuis 1867, de nombreux descendants de Russes sont devenus protestants, ou catholiques.
Il y a 15 % d'agnostiques, ou athées. Il y a aussi quelque 6 100 Juifs, et environ 1 500 musulmans (il y a deux mosquées à Anchorage et à Juneau).
Selon l'institut de sondage The Gallup Organization, en 2015, 32 % des habitants de l'Alaska se considèrent comme « très religieux » (40 % au niveau national), 26 % comme « modérément religieux » (29 % au niveau national) et 42 % comme « non religieux » (31 % au niveau national).

## Politique et administration
| Exécutif de l'État | Exécutif de l'État | Exécutif de l'État    | Exécutif de l'État       | Législature d'État        | Législature d'État | Congrès                   | Congrès |
| Gouverneur         | Gouverneur         | Lieutenant-gouverneur | Lieutenant-gouverneur    | Chambre des représentants | Sénat              | Chambre des représentants | Sénat   |
| ------------------ | ------------------ | --------------------- | ------------------------ | ------------------------- | ------------------ | ------------------------- | ------- |
|                    | Mike Dunleavy (R)  |                       | Nancy Dahlstrom (en) (R) | R : 22, D : 13, I : 5     | R : 11, D : 9      | R : 1                     | R : 2   |

### Politique locale

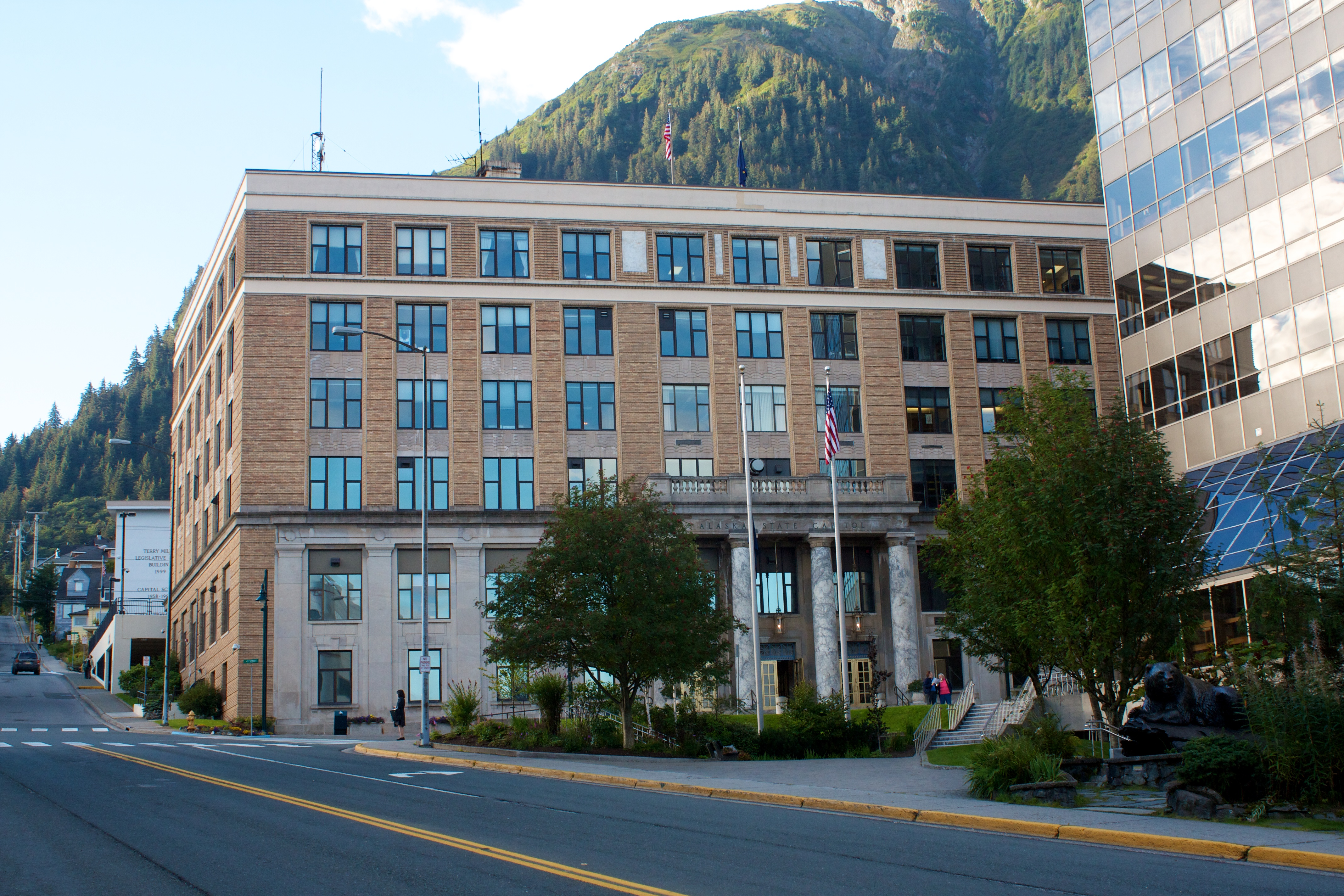
Le capitole de l'Alaska dans la capitale de l'État, Juneau.

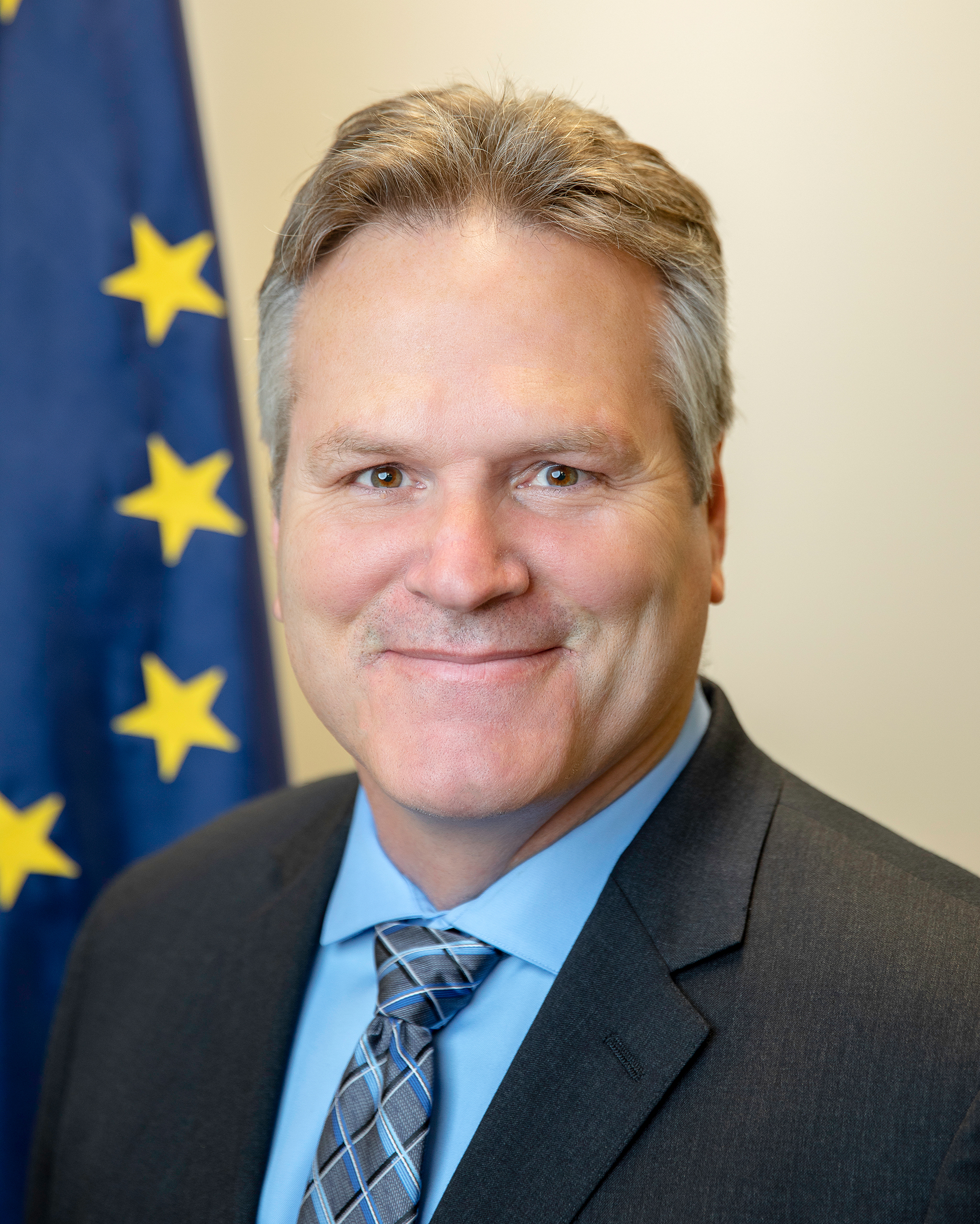
Mike Dunleavy, gouverneur depuis 2018.

L'Alaska est le 49e État des États-Unis depuis 1959. Il est dominé par le Parti républicain où les électeurs sont plus libertariens que conservateurs et ne s'identifient pas aux résidents des États du Midwest ou de la ceinture religieuse du Sud. Outre le Parti démocrate, un parti indépendantiste proche des idées libertariennes, l'Parti pour l'indépendance alaskaine, bien que très minoritaire, est assez actif depuis les années 1970 et est présent aux élections locales.
Du 6 décembre 2006 au 26 juillet 2009, le gouverneur est Sarah Palin, une républicaine, première femme élue à ce poste et plus jeune gouverneur, à 42 ans, de l'histoire de l'Alaska. Elle est choisie le 29 août 2008 par John McCain, candidat républicain à l'élection présidentielle américaine de 2008 pour être sa colistière et candidate à la vice-présidence. C'est la première élue de l'Alaska à être présente sur un ticket d'un des grands partis américains pour l'élection présidentielle. Elle démissionne en juillet 2009 et est remplacée par le lieutenant-gouverneur Sean Parnell. Ce dernier, élu en 2010, est battu en 2014 par Bill Walker, un indépendant, ancien républicain. Le 6 novembre 2018, le républicain Mike Dunleavy est élu gouverneur et entre en fonction le 3 décembre suivant. Il est réélu en 2022.
Lors de la 34e législature locale, ouverte en janvier 2025, le Sénat est composé de 11 sénateurs républicains et de 9 démocrates, alors que la Chambre est composée de 21 représentants républicains, 14 démocrates et 5 indépendants. Une coalition formée des démocrates, des indépendants et d'une partie des républicains compose la majorité dans les deux chambres.
À la suite d'une initiative populaire en 2020, toutes les élections de l'État ont lieu sous un système de vote à second tour instantané.

#### Pouvoir judiciaire
Le pouvoir judiciaire est exercé par le système des tribunaux de l'Alaska, unifié, centralisé et totalement financé par l'État. Il est composé de quatre niveaux :
- la cour suprême
- la cour d'appel
- les cours supérieures
- les tribunaux de district[74].

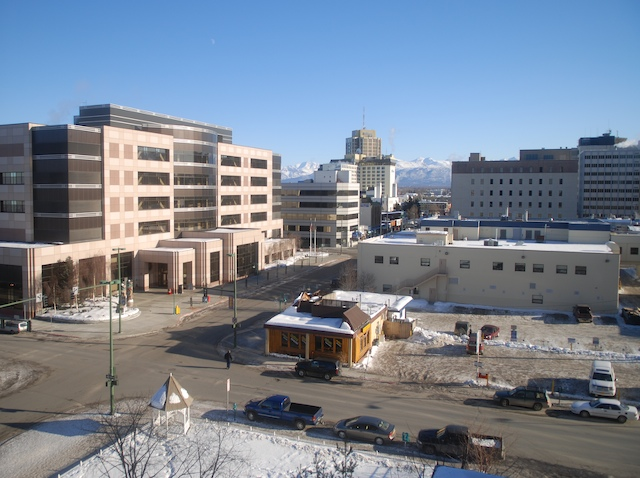
Palais de justice de Nesbett.
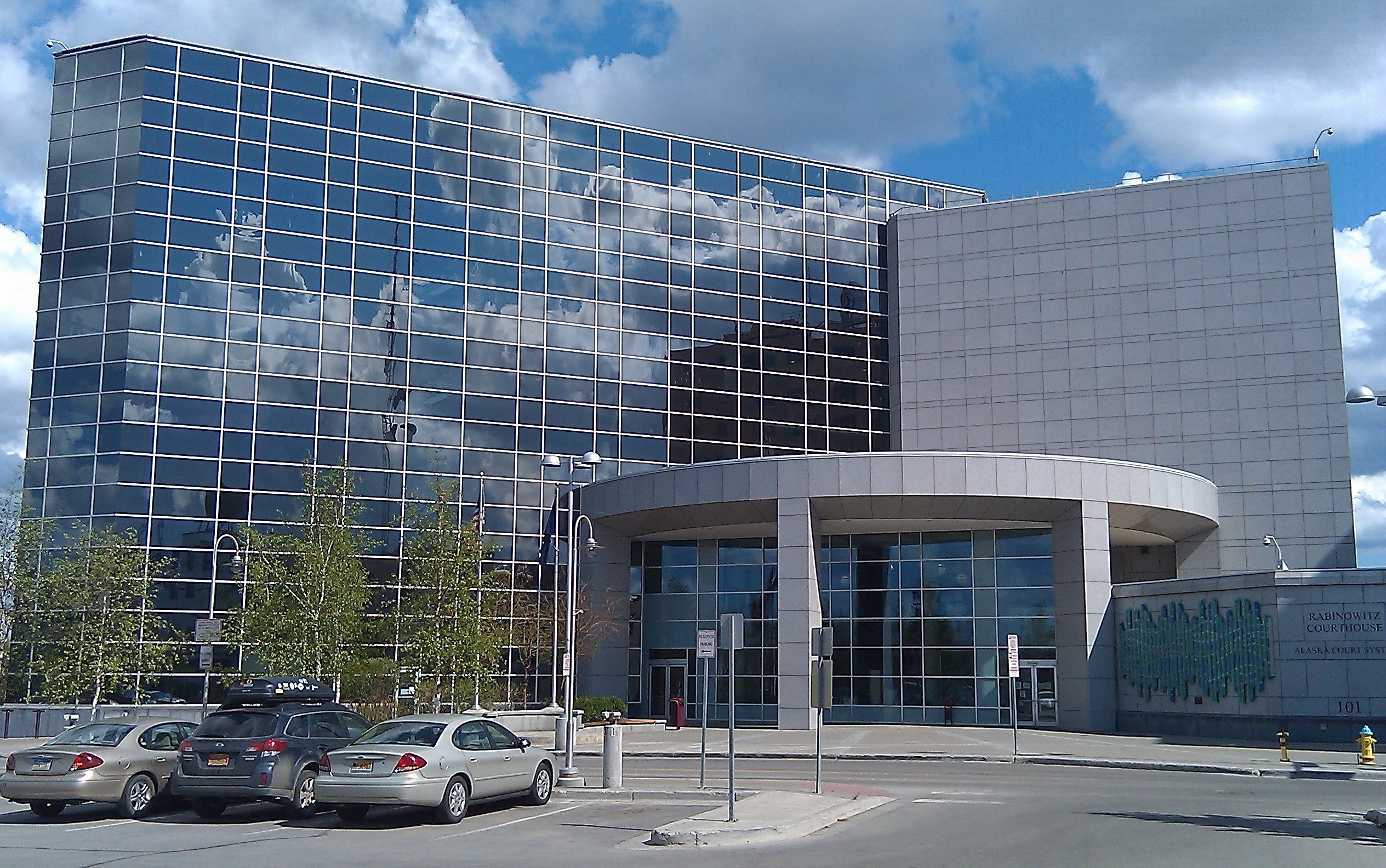
Palais de Justice de Rabinowitz.
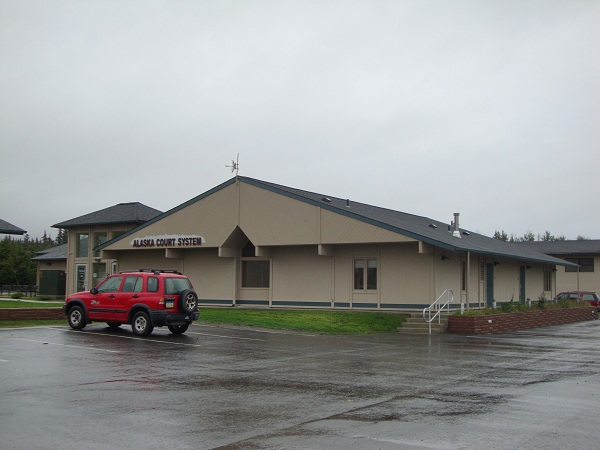
Cour de district d'Homer.

### Politique fédérale
| Année | Républicain | Républicain | Démocrate | Démocrate | Libertarien | Libertarien | Vert   | Vert    | Réforme | Réforme | Autres | Autres  |
| Année | Voix        | %           | Voix      | %         | Voix        | %           | Voix   | %       | Voix    | %       | Voix   | %       |
| ----- | ----------- | ----------- | --------- | --------- | ----------- | ----------- | ------ | ------- | ------- | ------- | ------ | ------- |
| 1960  | 30 953      | 50,94 %     | 29 809    | 49,06 %   |             |             |        |         |         |         |        |         |
| 1964  | 22 930      | 34,09 %     | 44 329    | 65,91 %   |             |             |        |         |         |         |        |         |
| 1968  | 37 600      | 45,28 %     | 35 411    | 42,65 %   |             |             |        |         |         |         | 10 024 | 12,07 % |
| 1972  | 55 349      | 58,13 %     | 32 967    | 34,62 %   |             |             |        |         |         |         | 6 903  | 7,25 %  |
| 1976  | 71 555      | 57,90 %     | 44 058    | 35,65 %   | 6 785       | 5,49 %      |        |         |         |         |        |         |
| 1980  | 86 112      | 54,35 %     | 41 842    | 26,41 %   | 18 479      | 11,66 %     |        |         |         |         | 11 155 | 7,04 %  |
| 1984  | 138 377     | 66,65 %     | 62 007    | 29,87 %   | 6 378       | 3,07 %      |        |         |         |         |        |         |
| 1988  | 119 251     | 59,59 %     | 72 584    | 36,27 %   | 5 484       | 2,74 %      |        |         |         |         | 2 797  | 1,40    |
| 1992  | 102 000     | 39,46 %     | 78 294    | 30,29 %   | 1 378       | 0,53 %      |        |         |         |         | 76 469 | 29,58   |
| 1996  | 122 746     | 50,80 %     | 80 380    | 33,27 %   | 2 276       | 0,94 %      | 7 597  | 3,14 %  | 26 333  | 10,90 % | 1 694  | 0,68    |
| 2000  | 167 398     | 58,62 %     | 79 004    | 27,67 %   | 2 636       | 0,92 %      | 28 747 | 10,07 % | 5 192   | 1,82 %  | 1 515  | 0,53    |
| 2004  | 190 889     | 61,07 %     | 111 025   | 35,52 %   | 1 675       | 0,54 %      | 1 058  | 0,34 %  |         |         | 7 161  | 2,29    |
| 2008  | 193 841     | 59,42 %     | 123 594   | 37,89 %   | 1 589       | 0,49 %      |        |         |         |         | 5 443  | 1,67    |
| 2012  | 164 676     | 54,80 %     | 122 640   | 40,81 %   | 7 392       | 2,46 %      | 2 917  | 0,97 %  |         |         |        |         |
| 2016  | 163 387     | 51,28 %     | 116 454   | 36,55 %   | 18 725      | 5,88 %      | 5 735  | 1,80 %  |         |         | 5 106  | 1,60    |
| 2020  | 189 951     | 52,83 %     | 153 778   | 42,77 %   | 8 897       | 2,47 %      | 2 673  | 0,74 %  |         |         | 4 231  | 1,18 %  |
| 2024  | 184 458     | 54,54 %     | 140 026   | 41,41 %   | 3 040       | 0,90 %      |        |         |         |         | 10 653 | 3,15 %  |

| - Dan Sullivan (R), sénateur depuis 2015. - Lisa Murkowski (R), sénatrice depuis 2002. - Nick Begich III, représentant (R) depuis 2025. |

Comme tous les État américains, l'Alaska est représenté au Sénat des États-Unis par deux élus, qui sont actuellement les républicains Lisa Murkowski (depuis 2002) et Dan Sullivan (depuis 2015). En revanche, du fait de sa faible population, il ne dispose que d'un unique représentant à la Chambre des représentants des États-Unis, aujourd'hui le républicain Nick Begich III (depuis 2025).
L'État est donc représenté par trois grands électeurs lors des élections présidentielles. À la suite de son adhésion à l'Union, l'Alaska a voté pour la première fois à une élection présidentielle en 1960, plaçant légèrement en tête le républicain Richard Nixon face à John F. Kennedy. Par la suite, bien qu'ayant préféré Lyndon B. Johnson en 1964 dans un contexte très favorable au président démocrate, l'État a toujours voté majoritairement en faveur du candidat républicain.

## Économie

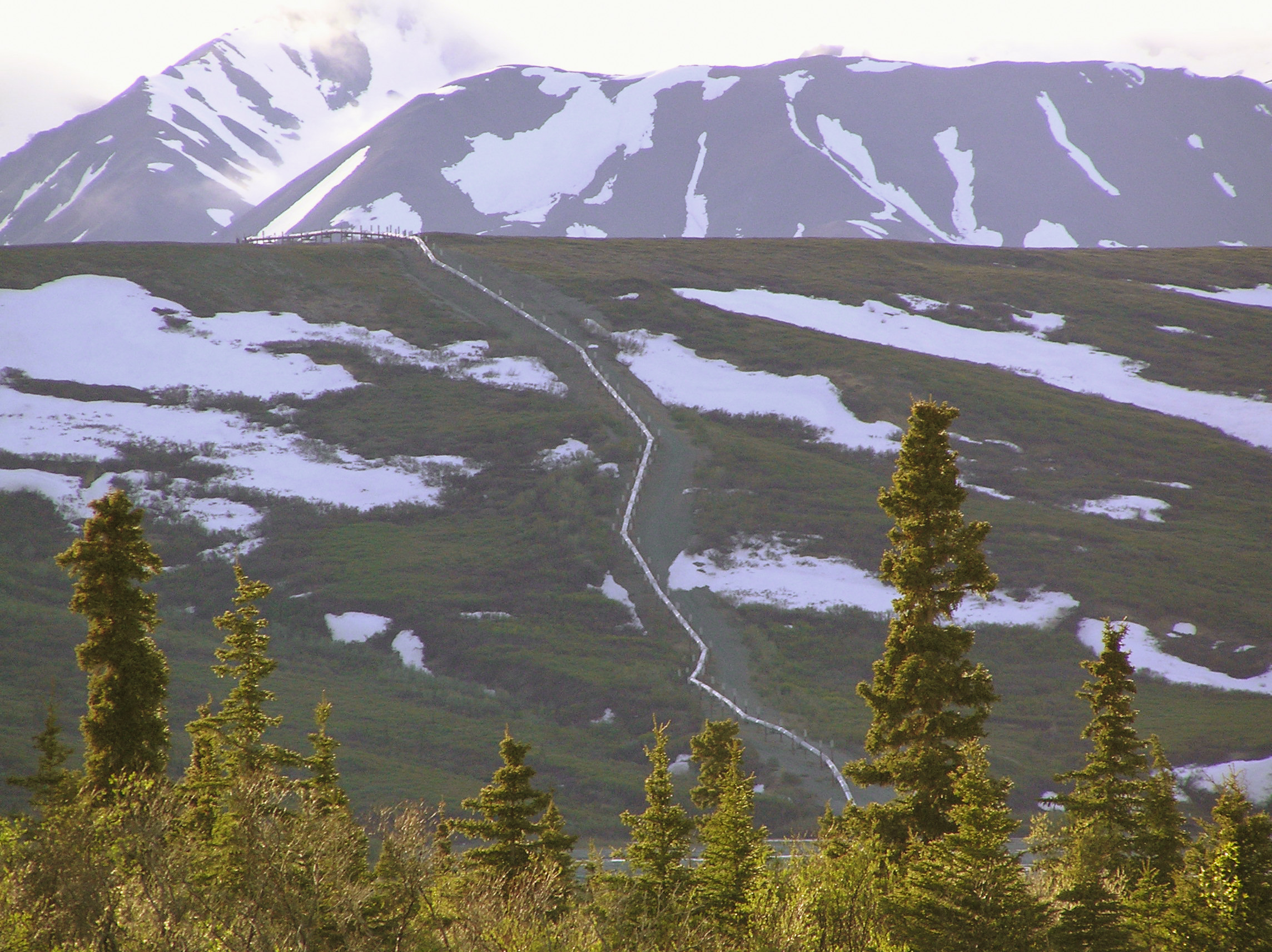
Pipeline en Alaska, États-Unis

En 2000, le PIB par habitant s'élevait à 30 064 dollars, plaçant l’Alaska au quinzième rang des 50 États américains. En 1976, un amendement à la Constitution de l'État met en place l'Alaska Permanent Fund, qui distribue un dividende citoyen à tous les résidents de l'État, financée par l'investissement financier des revenus du pétrole. Cette allocation a fait de l'Alaska l'État le moins inégalitaire de l'Union.
À cet égard, le journaliste et philosophe Jean-Pierre Airut soutient, au terme d’un reportage paru dans Le Monde diplomatique, que l’économie alaskienne est à ce point collectivisée et mise au service de la population à travers la redistribution de dividendes citoyens que le 49e État de l'Union américaine se rapproche paradoxalement de l’idéal socialiste (démocratie économique et libertés politiques) et qu’il serait probablement le dernier État socialiste de la planète.

### Secteur primaire
Les principales activités du secteur primaire sont la pêche, l’exploitation du bois, des matières premières et des hydrocarbures. La plupart des biens manufacturés est importée, ce qui renchérit le coût de la vie des habitants.
En 2003, la flotte de pêche a pêché plus de 5 millions de livres de poissons et coquillages, pour un montant total de plus d’1 milliard de dollars. Les exportations de produits de la mer (total : 2,5 milliards de dollars en 2006) se font principalement vers le Japon (33 % du total en 2006), vers l’Union européenne (23 %) et la Chine (15 %).
Le milieu naturel ne laisse que peu de terres pour l'agriculture : la Matanuska Valley (en), au nord d’Anchorage, est cultivée depuis les années 1930 et donne des récoltes de pommes de terre, salades, tomates, choux.

### Exploitation des hydrocarbures

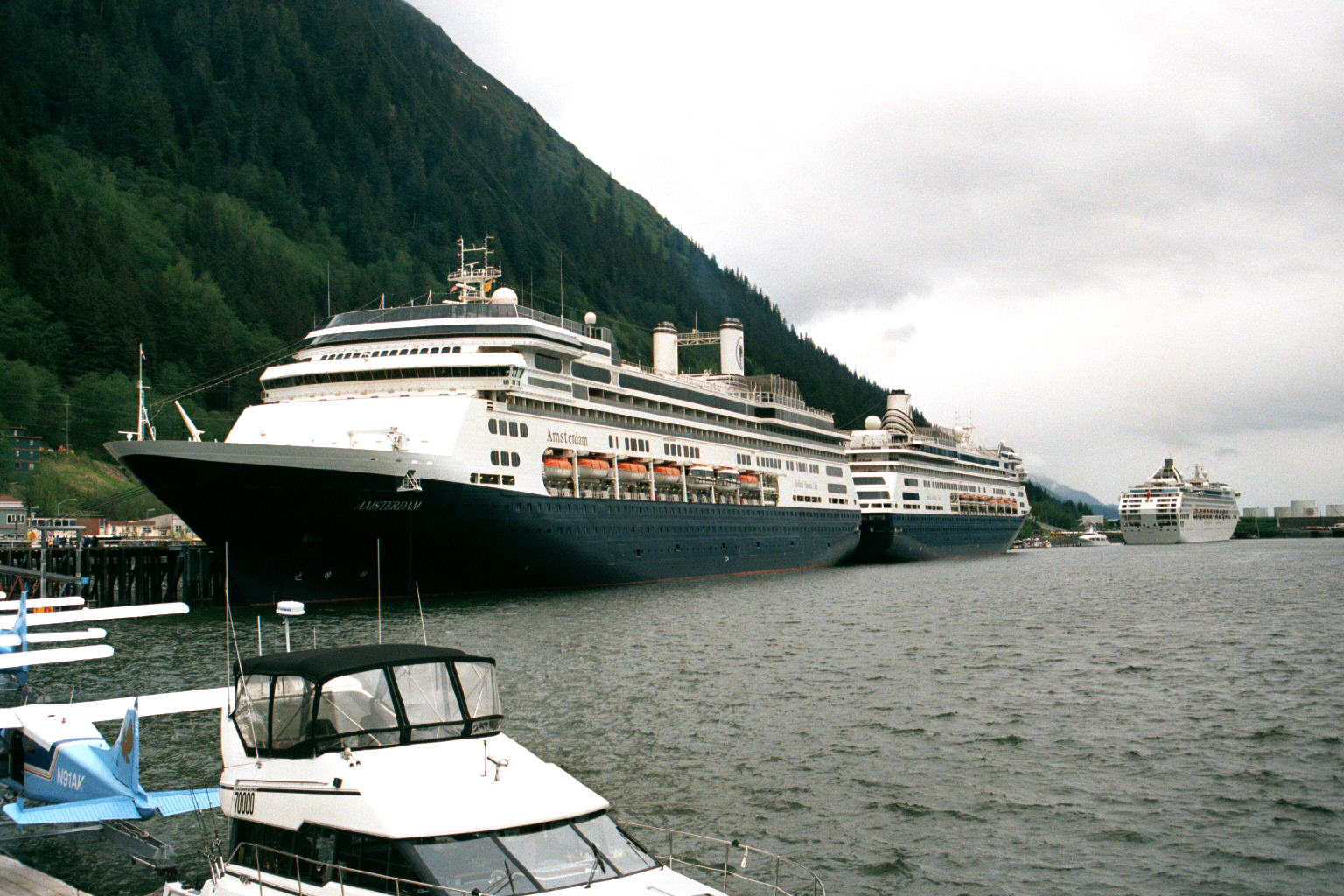
Paquebots à Juneau, symboles du développement touristique de l'Alaska.

Le sous-sol de l’Alaska est riche en gaz naturel, charbon, or, zinc (mine de Red Dog) et autres minerais. Mais surtout, cet État assure 17 % de la production américaine de pétrole, même si celle-ci est en baisse depuis les années 1970. 90 % du budget de l’Alaska provient des hydrocarbures.
L'ère de l'or noir bouleverse l'Alaska. Au nord-est de l'État, la découverte d'un énorme gisement de pétrole a entraîné, en 1973, la construction d'un pipe-line reliant Prudhoe Bay à Valdez, d'où était partie la ruée vers l'or en 1904.
En novembre 2005, la Chambre des représentants a renoncé au projet d'exploitation pétrolière dans le territoire protégé de l’Arctic National Wildlife Refuge. Face à la demande grandissante de pétrole, le président Bill Clinton a ouvert exploitation vers l’ouest de la National Petroleum Reserve. L'association écologiste Alaska Wilderness League (en) se bat pour empêcher l'extension de l'exploitation, en organisant des campagnes médiatiques retentissantes (Save the Arctic) et en appelant au boycott d'Exxon. Selon un sondage de Zogby International (décembre 2004), 51 % des Américains sont contre tout nouveau forage dans la zone 1002 de l'Alaska.
Une partie du nord est exploitée par plusieurs compagnies telles que British Petroleum, Exxon et ARCO. Il s'agit de la National Petroleum Reserve. L'or noir est également tiré d'une zone en mer, malgré les conditions climatiques polaires. À elle seule, la zone de Prudhoe Bay produit la moitié du pétrole de l'Alaska et assure 8 % de la production totale américaine. En mars 2006, la compagnie britannique BP avait découvert une fuite sur un oléoduc de transit de Prudhoe Bay, qui avait laissé s’échapper entre 760 000 et un million de litres de pétrole. Une nouvelle fuite, début août, entraîne l'arrêt provisoire du forage.
En 2020, une autorisation de forages pétroliers a été accordée par l'administration américaine au sein de l'aire naturelle Arctic National Wildlife Refuge située au nord-est de l'Alaska. Les défenseurs de l'environnement ont mis en garde contre les effets d'un tel forage et les atteintes à la biodiversité (ours polaires, caribous...).

### Secteur secondaire
La forêt représente la grande richesse du sud de l'Alaska. La transformation du bois et les industries agro-alimentaires liées aux produits de la mer fournissent l’essentiel du secteur secondaire. Les conserveries emploient une main d'œuvre saisonnière pour traiter le saumon. L'industrie du bois occupe une partie des effectifs industriels.

### Secteur tertiaire
Pour le secteur tertiaire, les services, les emplois publics et les métiers du transport occupent une place prépondérante. Le personnel militaire et civil du département de la Défense représente une grande partie de la population. Il existe plusieurs bases de l'armée, installées depuis la guerre froide comme celle de Clear.
Enfin, depuis quelques années, l’activité touristique se développe rapidement. En effet, les atouts ne manquent pas : dépaysement, chasse, pêche, randonnées, aurores boréales, etc.

## Culture

### Sports
- Alaska Aces (ECHL)
- Les courses de chiens de traîneaux : la plus connue est l'Iditarod Trail Sled Dog Race qui se déroule en hiver et qui emmène les équipages sur 1 850 km à travers tout l'Alaska.

### Personnages célèbres

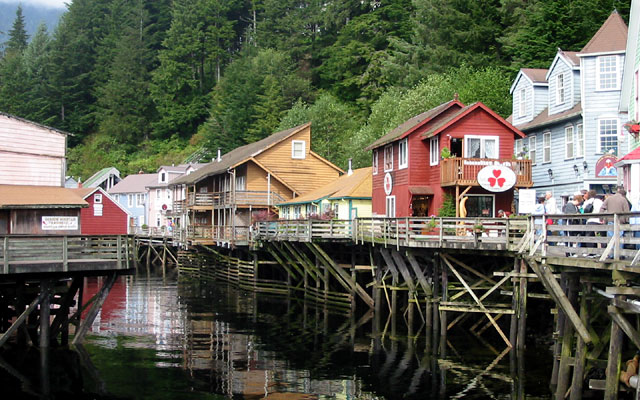
Ketichikan Creek, Alaska.

- Bob Bartlett (en) (1904-1968) est le premier sénateur de l'Alaska.
- Ernest Gruening (1886-1974), gouverneur de l'Alaska en 1939, élu sénateur en 1958.
- Benny Benson (1913-1972), designer du drapeau de l'Alaska.
- Jay Hammond (1922-2005), gouverneur de l'État durant la construction de l'oléoduc.
- Lisa Murkowski, femme politique républicaine.
- George Sharrock (en) (1910-2005), maire d'Anchorage qui dut faire face au séisme de mars 1964.
- Sarah Palin (1964-), femme politique républicaine.
- Balto (1919-1933), husky de Sibérie ayant sauvé les enfants de Nome en hiver 1925 d'une épidémie de diphtérie en apportant le sérum sur une partie du trajet ayant démarré de la ville de Nénana à environ 1 000 km.
- Togo (1913-1929), husky de Sibéry ayant sauvé les enfants de Nome en hiver 1925 d'une épidémie de diphtérie en apportant le sérum sur la plus difficile et périlleuse partie du trajet sur plus de 425 km.

### Musées
- Haines : Sheldon Museum and Cultural Center
- Juneau : Alaska State Museums
- Ketchikan : Totem Heritage Center ; Tongass Historical Museum
- Sitka : Sheldon Jackson Museum
- Kodiak Island : Alutiiq Museum & Archaeological Repository
- Fairbanks : University of Alaska Museum of the North
- Anchorage : Alaska Native Heritage Center ; Anchorage Museum at Rasmuson Center ; Alaska Aviation Heritage Museum ; Alaska Trooper Museum ; National Archives Pacific Alaska Region
- Kenai : Kenai Visitor & Cultural Center
- Valdez : Valdez Museum & Historical Archive

### Au cinéma
- 1933 : Eskimo de W. S. Van Dyke avec Ray Mala
- 1983 : Un homme parmi les loups (Never Cry Wolf) de Carroll Ballard
- 1991 : Croc-Blanc (White Fang) de Randal Kleiser avec Ethan Hawke
- 1994 : Terrain miné de et avec Steven Seagal
- 1995 : Balto, chien-loup, héros des neiges, et ses deux suites Balto 2 : la Quête du loup (2002) et Balto 3 : sur l'aile du vent (2004)
- 1996 : Alaska de Fraser Clarke Heston
- 1999 : Limbo de John Sayles avec Mary Elizabeth Mastrantonio et Kris Kristofferson
- 2001 : Snow, Sex and Sun (Out Cold)
- 2002 : Chiens des neiges de Brian Levant avec Cuba Gooding Jr. et James Coburn
- 2002 : Insomnia de Christopher Nolan avec Al Pacino, Robin Williams et Hilary Swank
- 2007 : Into the Wild de Sean Penn avec Emile Hirsch
- 2007 : 30 Jours de nuit de David Slade avec Josh Hartnett (tourné en Nouvelle-Zélande)
- 2009 : Phénomènes paranormaux (The Fourth Kind) d'Olatunde Osunsanmi avec Milla Jovovich
- 2009 : Godspeed de Robert Saitzyk avec Joseph McKelheer et Cory Knauf
- 2009 : La Proposition (The Proposal) d'Anne Fletcher avec Sandra Bullock (en Alaska à partir de la moitié du film)
- 2011 : On the Ice (en) d'Andrew Okpeaha MacLean
- 2012 : Le Territoire des loups avec Liam Neeson
- 2012 : Jason Bourne : L'Héritage avec Jeremy Renner
- 2013 : Suspect (The Frozen Ground) de Scott Walker avec Nicolas Cage John Cusack
- 2015 : Piégés (Into the Grizzly Maze) de David Hackl avec 	James Marsden et Thomas Jane
- 2019 : Togo de Ericson Core

## Transport

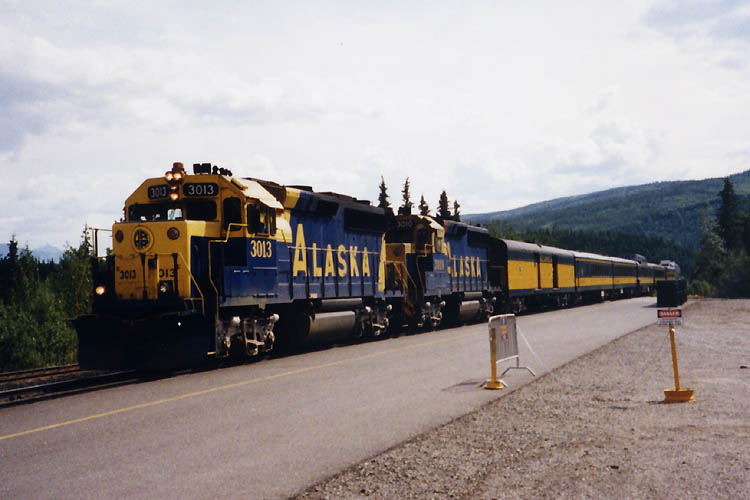
Train en Alaska.

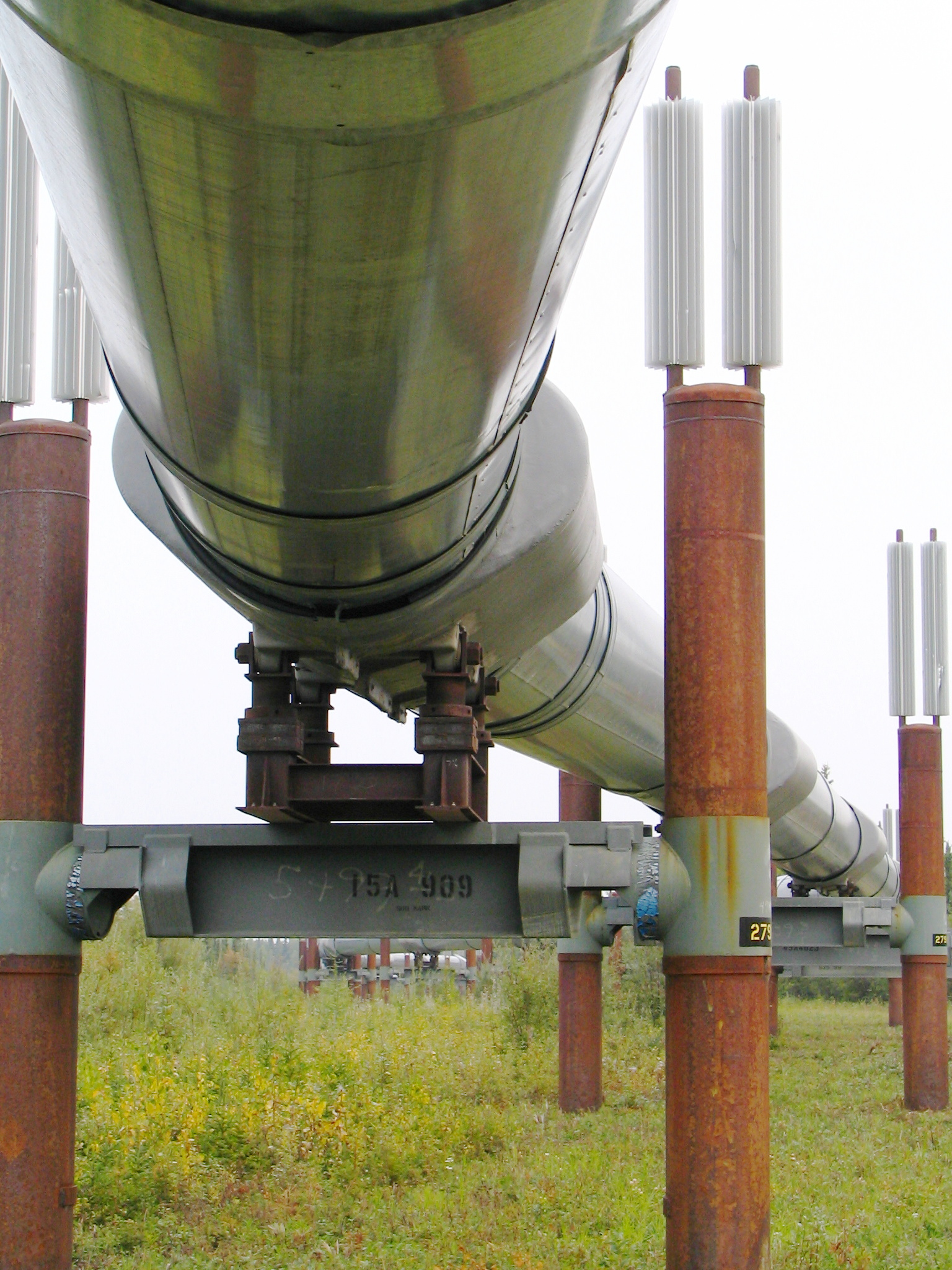
L'oléoduc trans-Alaska.

Les transports sont rendus difficiles par les contraintes naturelles et les distances. Autrefois, les Amérindiens et les Inuits utilisaient le traîneau en hiver et le canoë. Aujourd'hui, la motoneige a remplacé largement ces moyens de transports traditionnels. L'avion et l'hydravion permettent de relier les villages aux centres plus importants. Mais en hiver, le ravitaillement est espacé, si bien que plusieurs localités doivent vivre isolées. Il existe deux aéroports internationaux, à Fairbanks et à Anchorage, relayés par des aérodromes de rayonnement local. L'aéroport d'Anchorage est le sixième du monde et le quatrième des États-Unis pour le fret, qui s'élevait en 2003 à 2,07 millions de tonnes.
Le transport maritime tient une place importante : le cabotage se pratique sur toute la côte. Les ferries circulent lentement sur le Passage Intérieur. Ils sont gérés par l’Alaska Marine Highway System depuis 1963. Ils partent de Seattle, longent la Colombie-Britannique entre les écueils et les hauts fonds.
Le réseau routier est beaucoup moins dense que dans le reste des États-Unis, mais il n'est pas complètement absent, en particulier le long de la côte. Une route relie le sud au nord, en traversant le centre de l'État. Emprunter les routes alaskiennes peut être dangereux, en fonction des conditions climatiques ou des rencontres avec la faune : chaque année, les orignaux provoquent des accidents de la circulation en traversant les chaussées.
Le transport ferroviaire a été développé au XIXe siècle pour acheminer les aventuriers en quête d'or. Les voies ferrées ont été souvent construites pour les pionniers, dans des conditions difficiles. Par exemple, la ligne Fairbanks-Anchorage-Seward a été aménagée en 1917 : un chantier de 4 500 ouvriers. Il a fallu percer des tunnels et construire des ponts métalliques pour franchir les montagnes et les cols. Le plus long pont d'Alaska est le Mears Memorial Bridge, qui mesure 225 mètres. Aujourd’hui, ces lignes servent au transport du fret et des passagers. La Denali Star, longue de 757 km, a été inaugurée en 1923 : elle permet aux touristes de profiter des merveilles naturelles du Parc de Denali, à vitesse réduite.
Les conduites sont un moyen de transport des hydrocarbures : l'oléoduc trans-Alaska traverse l'État du nord au sud sur 1 287 km. Il a été aménagé en 1977, franchit 70 cours d'eau et peut résister à des vents de 160 km/h et des températures de −70 °C.

## Galerie

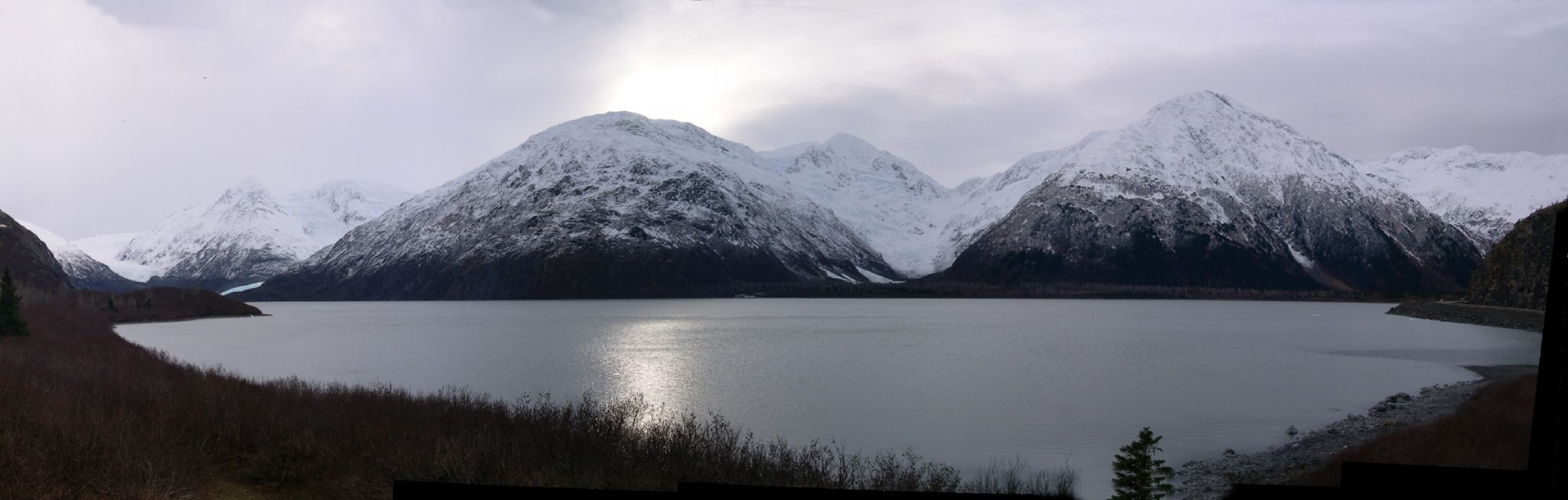
Le Turnagain Arm dans le golfe de Cook.
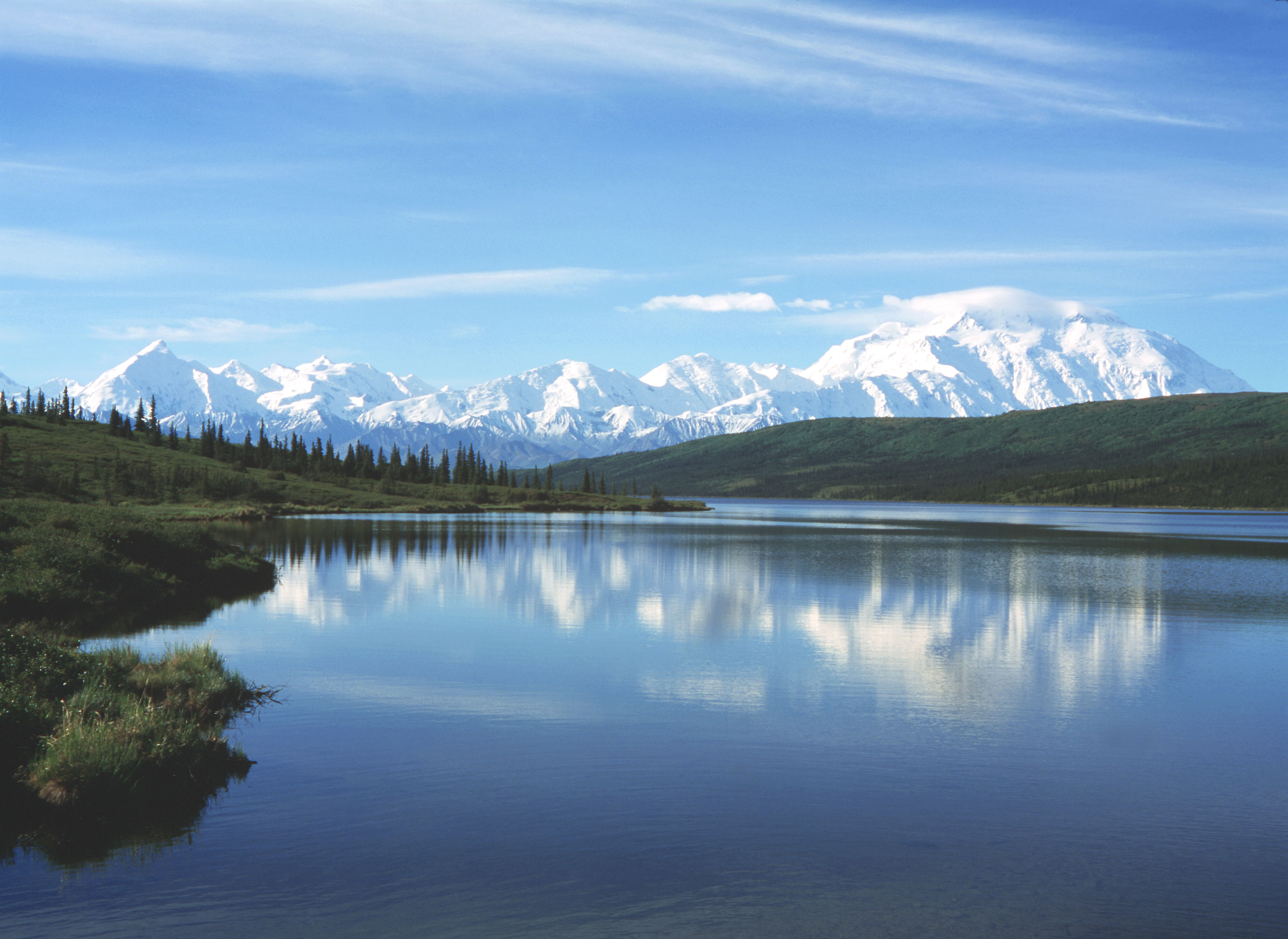
Wonder Lake.
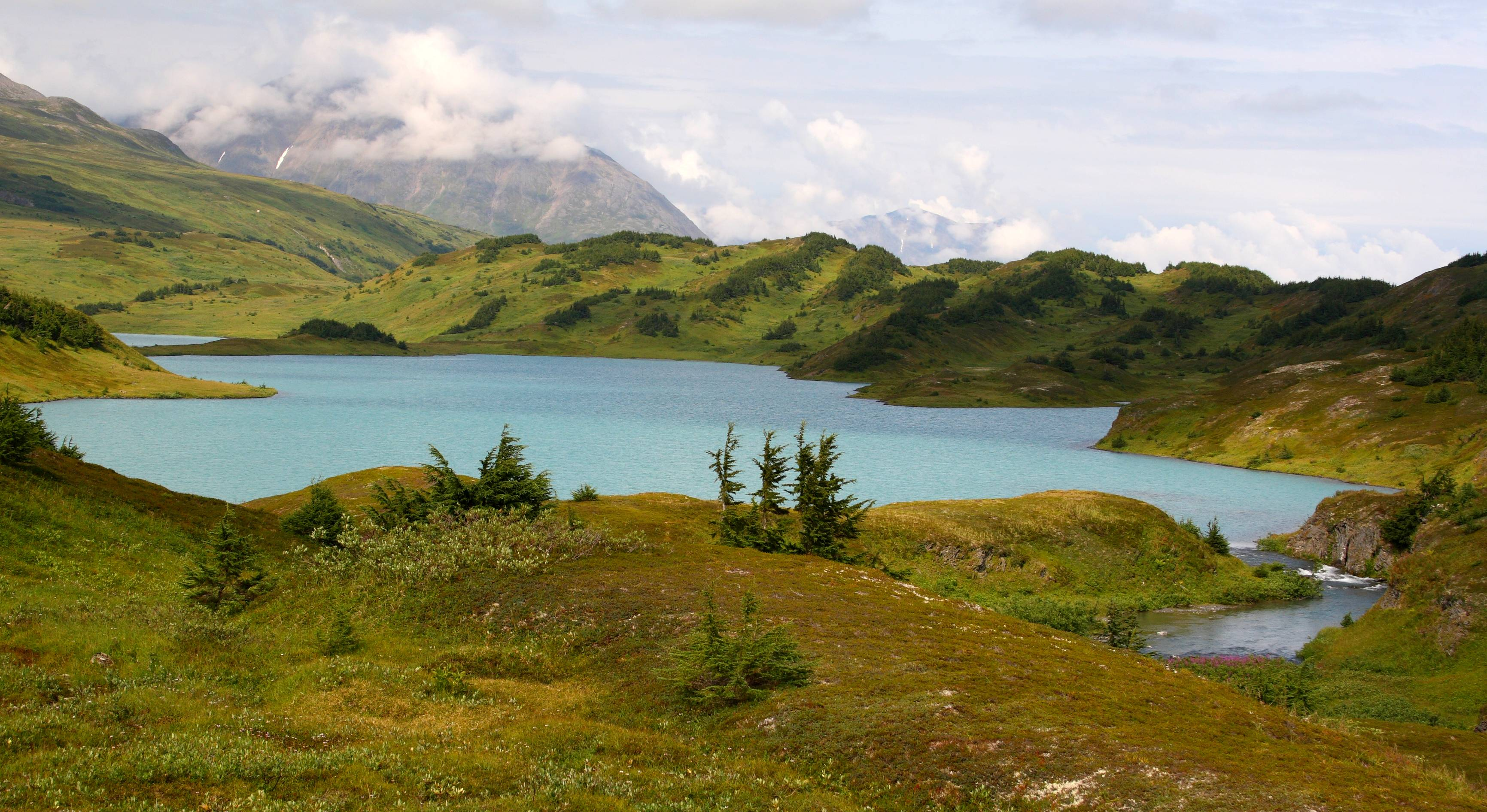
Lost Lake.
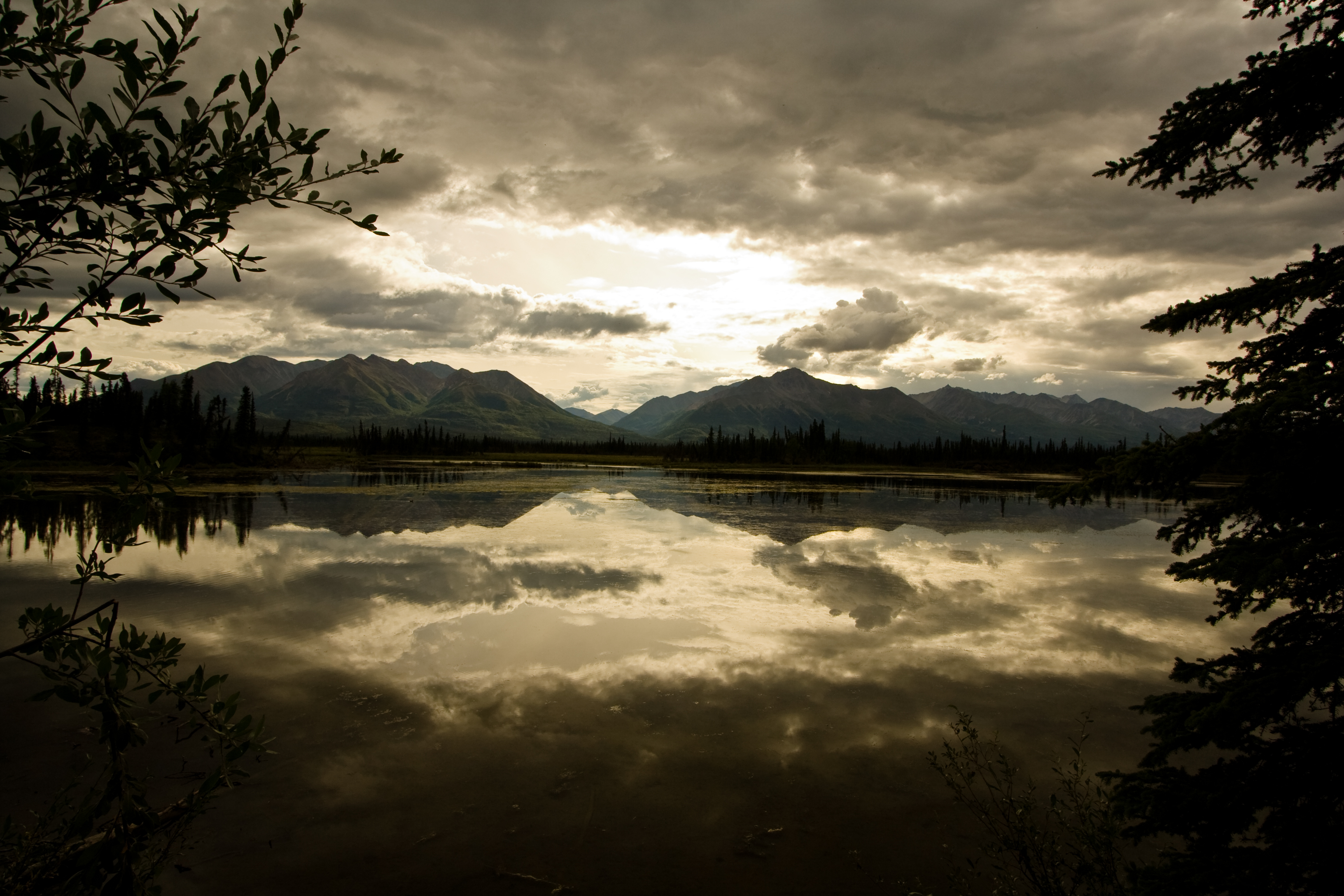
Vue entre Palmer et Glennallen.
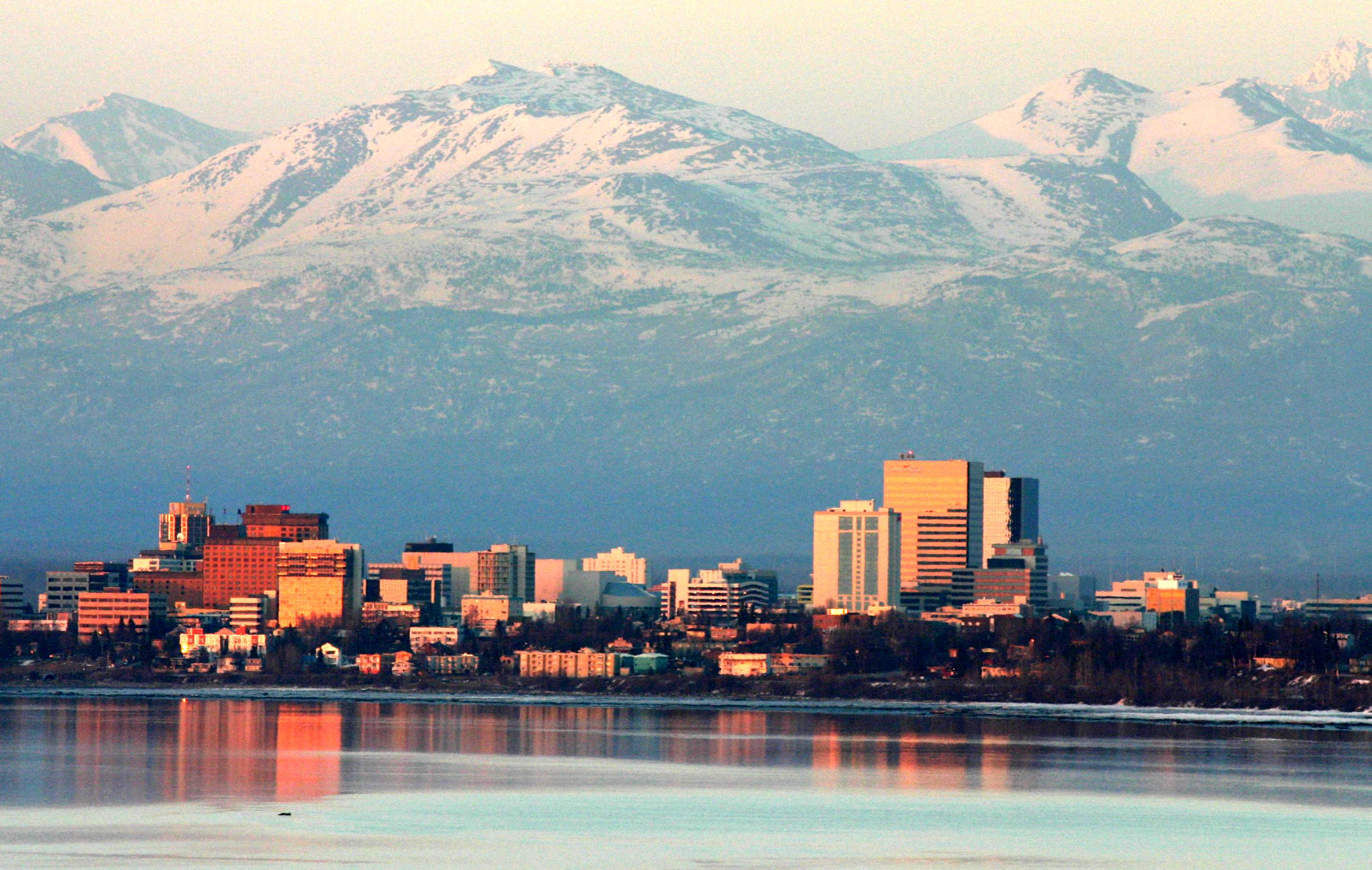
Anchorage.
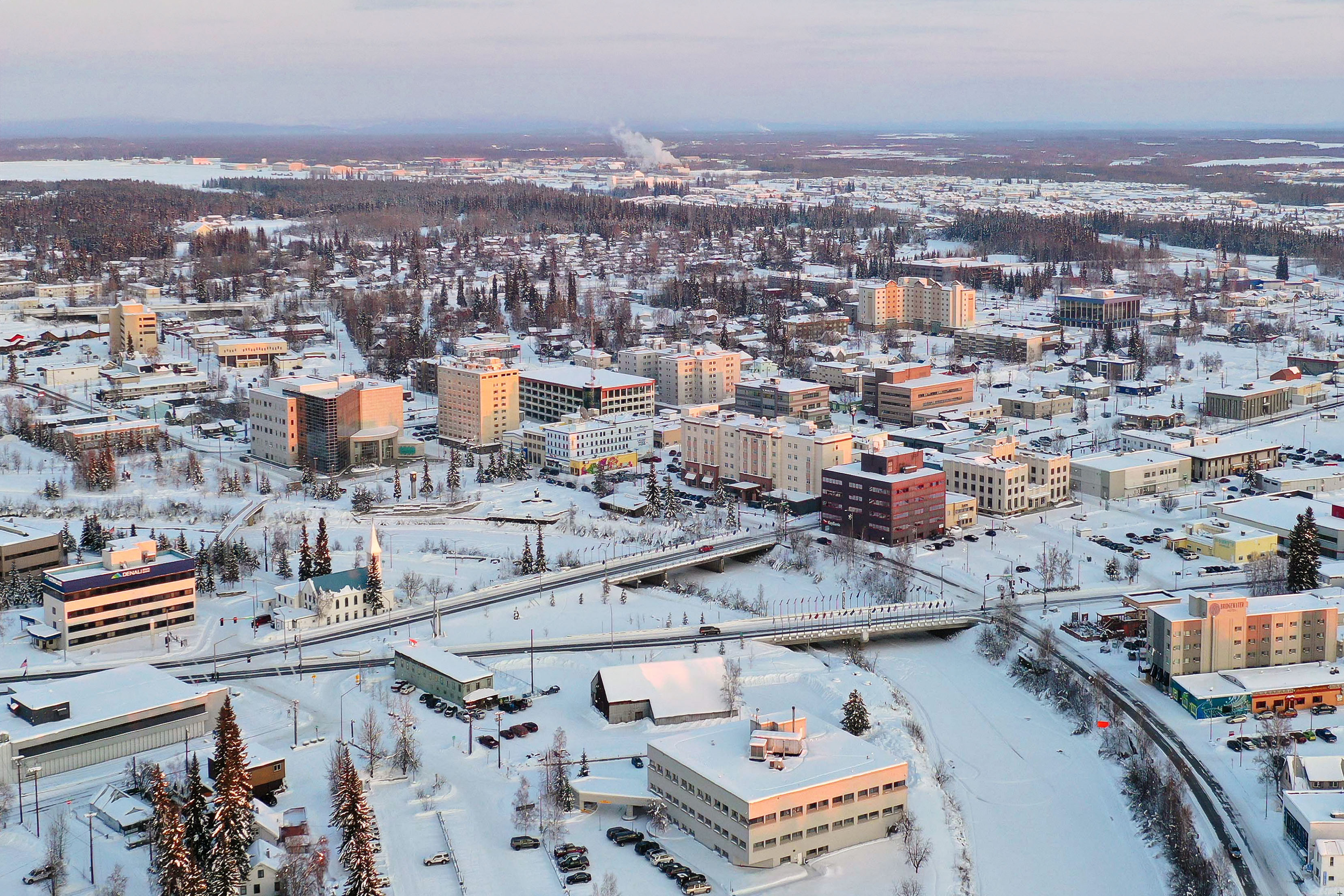
Fairbanks.
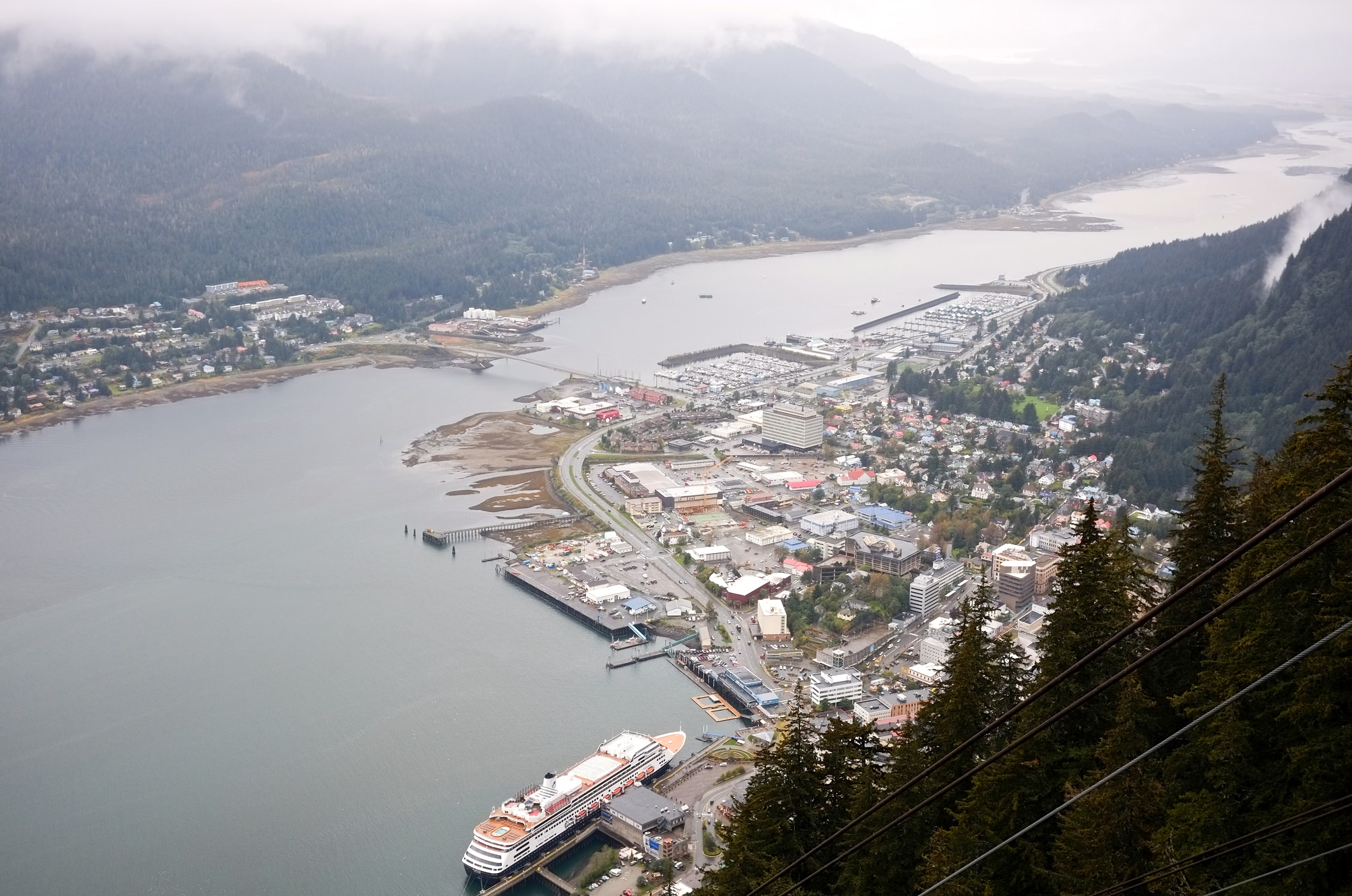
Juneau.

## Codes
L'Alaska a pour codes :
- PA, PP, PF ou PO, selon la liste des préfixes des codes OACI des aéroports.

## Hommages
- Une rue Alaska ainsi qu'un parc public ont été nommés en l'honneur de cet État dans la ville de Québec.